# Protestele anticorupție din România din 2017–2019
În ianuarie 2017, la două săptămâni după învestirea guvernului PSD–ALDE condus de Sorin Grindeanu, au început în România o serie de proteste de stradă față de intențiile guvernului de a modifica legea grațierii și de a amenda Codul penal. În prima zi, în 18 ianuarie, au manifestat în jur de 5.000 de oameni, din care aproape 4.000 în București.
În următoarele zile protestele au luat amploare în toată România și în diaspora, mai ales după ce ministrul de Justiție, Florin Iordache, a anunțat prin mass-media, în jurul orei 24 din noaptea de 31 ianuarie, publicarea de către guvern în Monitorul Oficial a ordonanțelor privind grațierea unor fapte de corupție și modificarea Codului penal prin dezincriminarea abuzului în serviciu. Protestele au atins apogeul în seara de duminică, 5 februarie, când peste 600.000 de manifestanți au protestat în toată țara, în ciuda faptului că în aceeași zi, guvernul anunțase abrogarea OUG 13. Protestele au devenit cunoscute, neoficial, și sub numele de Tineriada sau protestele #rezist, hashtag devenit simbolul mișcărilor de protest. Protestele s-au bucurat și de susținerea unor personalități autohtone. Printre cei prezenți la proteste s-au numărat: filosoful Mihai Șora, scriitorul Mircea Cărtărescu, scriitorul T. O. Bobe, muzicianul Tudor Chirilă, actrița Maia Morgenstern, actrița Oana Pellea, regizoarea Sanda Manu, actorul Dragoș Bucur, cântăreața Dana Nălbaru, dramaturga Lia Bugnar, actorul Dan Bordeianu, actrița Cătălina Grama, actrița Medeea Marinescu, cântăreața Delia Matache, gimnasta Andreea Răducan, scriitoarea Ana Blandiana etc.
Ordonanța nr. 13/2017 a fost abrogată, iar ministrul Justiției, Florin Iordache, văzut principalul responsabil pentru introducerea ordonanței, a demisionat pe 8 februarie 2017, însă a fost ales ulterior președinte al Comisiei parlamentare speciale pentru sistematizarea, unificarea și asigurarea stabilității legislative în domeniul Justiției. Guvernele care s-au succedat celui condus de Sorin Grindeanu (demis prin moțiune de cenzură de propriul partid) au continuat seria de modificări la legile justiției, primite cu criticism din partea opoziției și președintelui Klaus Iohannis și un nou val de manifestații. Abuzul în serviciu, unul dintre cauzele mișcării de protest, a fost dezincriminat aproape complet pe 2 iulie 2018.
Protestele din România au inspirat și alte manifestații anticorupție, precum cele din Albania sau Franța. Protestele și evenimentele de pe scena politică românească au avut ecou și în presa internațională. The Washington Post pomenea de „subminarea” normelor democratice pluraliste și un „autoritarism incipient” în România, comparând evenimentele din țară cu cele din Polonia și Ungaria.

## Context
Ca urmare a alegerilor parlamentare din 11 decembrie 2016, în care Partidul Social Democrat (PSD) a obținut cele mai multe mandate în Parlament, la București a fost instituit un nou guvern, cu un prim-ministru înaintat de PSD. A fost propusă și acceptată candidatura lui Sorin Grindeanu, fiind format astfel Guvernul Sorin Grindeanu la 4 ianuarie 2017.
La scurt timp după învestirea guvernului, noul ministru al justiției Florin Iordache a declarat că va readuce în discuție modificări ale codului penal în vederea relaxării pedepselor pentru infracțiuni cu un redus grad de pericol social. Astfel de modificări fuseseră propuse și în trecut, fiind prezentate ca o soluție a problemei suprapopulării penitenciarelor (evitând astfel plata unor amenzi la CEDO), dar criticate ca fiind de fapt îndreptate spre protecția oamenilor influenți care fuseseră condamnați în ultimii ani pentru corupție.
La două săptămâni de la învestire, Guvernul s-a întrunit pentru a emite o Ordonanță de urgență pentru punerea în aplicare a proiectului de modificare a legislației penale. Președintele Klaus Iohannis a luat pe neașteptate decizia de a participa și prezida ședința, acest drept fiindu-i garantat de Art. 87 din Constituție. S-a constatat că există două proiecte de acte normative: un proiect de lege cu privire la grațiere și amnistie, precum și o ordonanță de urgență a guvernului pentru modificarea Codului penal. La scurt timp după ședința de guvern, Ministerul Justiției a publicat ordonanțele pe site-ul său și le-a transmis instituțiilor judiciare relevante pentru consultări.
În urma analizei textelor, CSM a dat aviz negativ. Autoritatea a decis să analizeze încă o dată proiectul ordonanței de urgență la 1 februarie dimineața. Totuși, în seara zilei de 31 ianuarie, ordonanța de urgență 13/2017 privind modificarea Codurilor penale a fost votată în cadrul ședinței de guvern, proiectele de lege urmând să fie transmise Parlamentului în procedură de urgență. Ordonanța nu se regăsea pe ordinea de zi a ședinței.
OUG 13 stabilește că abuzul în serviciu este pedepsit penal începând de la 200.000 de lei, la o sumă mai mică pedeapsa reprezentând sancțiuni administrative. Alte schimbări includ abrogarea sancționării infracțiunii de neglijență în serviciu, dar și redefinirea infracțiunii de favorizare a făptuitorului, care nu se pedepsește dacă este săvârșită „de un membru al familiei sau afin până la gradul II” și nici „în cazul emiterii, aprobării sau adoptării actelor normative”.

## Evenimente

### Ianuarie–februarie 2017

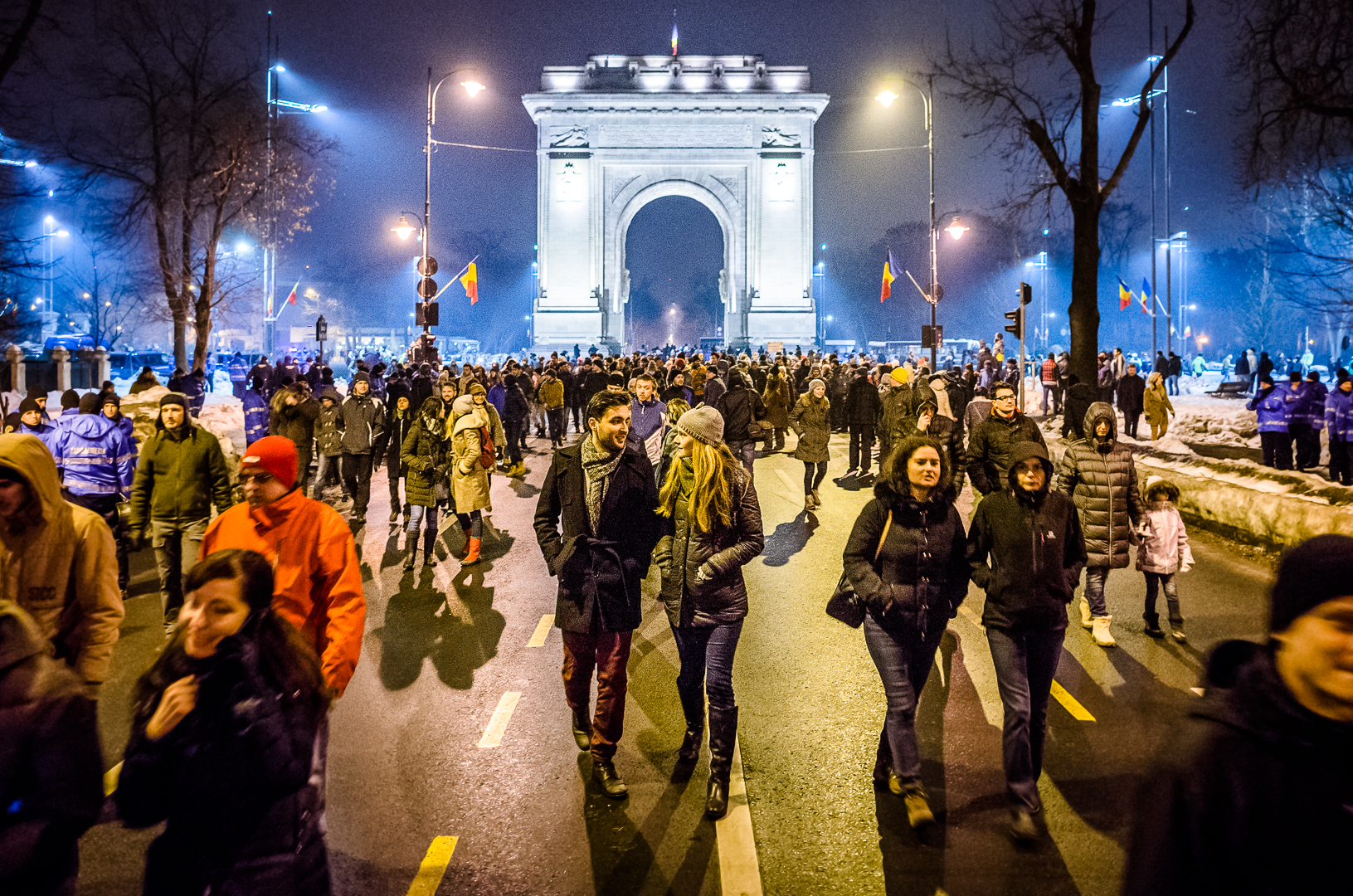
Protestatari în Piața Arcul de Triumf, 22 ianuarie 2017

Primele manifestații importante au avut loc miercuri, 18 ianuarie 2017, în ziua ședinței Guvernului asistată de Iohannis, la care s-a făcut prima încercare de emitere a Ordonanței. Au participat în jur de 5.000 de oameni, dintre care aproape 4.000 în București. În weekend-ul următor, protestele au luat amploare, la București ieșind în stradă peste 15.000 (conform altor surse, peste 20.000 sau 30.000) de oameni. Președintele Klaus Iohannis a venit în Piața Universității pentru a-și exprima solidaritatea cu manifestanții. Liderul PSD, Liviu Dragnea, l-a acuzat pe Iohannis că „e în fruntea unei mineriade”, calificând protestele un „început de lovitură de stat”. Dragnea era acuzat de presă și de opoziție că ar fi avut inițiativa modificărilor incriminate, întrucât el conduce, de fapt, guvernul, Grindeanu fiind doar „o marionetă”. La protest au luat parte și liderul interimar al PNL, Raluca Turcan, președintele USR, Nicușor Dan, dar și foști membri ai Guvernului Cioloș. Peste 5.000 de protestatari au manifestat la Cluj-Napoca, respectiv circa 5.000 la Timișoara și încă câteva mii de persoane în alte orașe din țară și străinătate.
La 24 ianuarie, președintele Klaus Iohannis a declanșat, în conformitate cu prevederile articolului 90 din Constituția României, procedura privind organizarea unui referendum național prin care poporul să-și exprime voința cu privire la „continuarea luptei împotriva corupției și asigurarea integrității funcției publice”.
La 29 ianuarie a avut loc un nou protest, considerat la acel moment „cel mai mare protest din ultimele decenii”, numărul manifestanților fiind estimat la 50.000 la București, respectiv 100.000 în total. La București, mulțimea de protestatari s-a adunat în Piața Universității și a plecat într-un marș pașnic, care a inclus opriri planificate la CNA, Ministerul Justiției și Guvern. Marșuri de solidaritate ale diasporei au avut loc la Bruxelles, Copenhaga, Paris, Chișinău, Bordeaux, Hamburg, Londra și Zürich.
Ministerul Justiției a organizat la 30 ianuarie o dezbatere publică în legătură cu proiectele de ordonanță. La finalul dezbaterii, ministrul Justiției Florin Iordache a spus că varianta inițială a actelor normative va fi modificată, urmând a se stabili dacă vor fi adoptate de Guvern sau dacă discuțiile se vor muta în Parlament.
La 31 ianuarie, în jurul orei 12 noaptea, Florin Iordache a anunțat că a fost adoptată prin ordonanță de urgență modificarea Codurilor penale. Totodată, a fost adoptat și proiectul de lege privind grațierea care urma să fie trimis în Parlament „spre dezbatere și aprobare de urgență”. Mișcarea a generat reacții imediate: peste 15.000 de oameni s-au strâns în fața Guvernului, cerând demisia acestuia. Jurnaliștii care participaseră la conferința de presă din acea seară au fost blocați în Guvern, până se căutau soluții pentru a fi scoși în siguranță. Protestatarii au forțat gardurile puse de forțele de ordine împrejurul Guvernului. Jandarmii au intervenit pentru a-i calma, manifestanții ripostând cu bulgări de zăpadă. Proteste au avut loc și în alte orașe din țară: Cluj-Napoca (10.000), Sibiu (5.000), Timișoara (2.500), Iași (1.000–2.000), Brașov (1.500) ș.a. Președintele Klaus Iohannis a postat pe Facebook un mesaj în care a transmis că aceasta este „o zi de doliu pentru statul de drept”. Procurorul general al României, Augustin Lazăr, a afirmat că ordonanța de urgență prin care sunt modificate Codul penal și Codul de procedură penală sunt ofensatoare pentru autoritatea judecătorească și că este nevoie ca ordonanța să fie atacată la Curtea Constituțională (CCR).

A doua zi, Consiliul Superior al Magistraturii a votat în unanimitate sesizarea CCR pentru un conflict între puteri în cazul OUG privind Codurile penale, într-o ședință prezidată de președintele Klaus Iohannis. Avocatul Poporului Victor Ciorbea a declarat că nu poate sesiza CCR decât cu privire la neconstituționalitatea unor legi în vigoare, or art. 1 din OUG urma să intre în vigoare peste 10 zile; Iohannis a demonstrat că a existat un precedent similar în 2013 și l-a încurajat pe Ciorbea să facă sesizarea. În Parlament, membri ai PNL și USR au protestat cu pancarte și scandări, o parte din ei rămânând pe noapte în sala de plen a Camerei Deputaților, într-o acțiune de tip occupy⁠(d), în semn de protest și solidaritate cu protestatarii. În seara de 1 februarie, într-un protest descris de agenția de știri Reuters ca fiind „cel mai mare protest anti-corupție din ultimele decenii”, peste 300.000 de oameni au manifestat în întreaga țară. 150.000 de persoane au ocupat Piața Victoriei din București. Conform unor estimări neoficiale ale Digi 24, în alte orașe au ieșit la proteste: 35.000 de oameni în Cluj-Napoca, 30.000 în Timișoara, 20.000 în Sibiu, 10.000 în Iași, 8.000 în Brașov, 6.000 în Bacău, 5.000 în Constanța, 4.000 în Alba Iulia, 3.000 în Craiova, 3.000 în Galați, 2.000 în Oradea etc. La București, protestul a fost marcat de violențe: un grup de agitatori, membri ai galeriilor de fotbal, au provocat jandarmii aruncând cu petarde și obiecte contondente spre ei, jandarmii ripostând cu gaze lacrimogene. Cinci persoane – doi jandarmi și trei civili – au fost rănite în urma violențelor. În noiembrie 2018, 12 dintre aceștia au primit în primă instanță pedepse cu închisoare pentru comiterea infracțiunilor de ultraj și tulburarea ordinii publice. Mai mulți artiști autohtoni, printre care Inna, Tudor Chirilă și Smiley, au postat mesaje de susținere a protestelor.

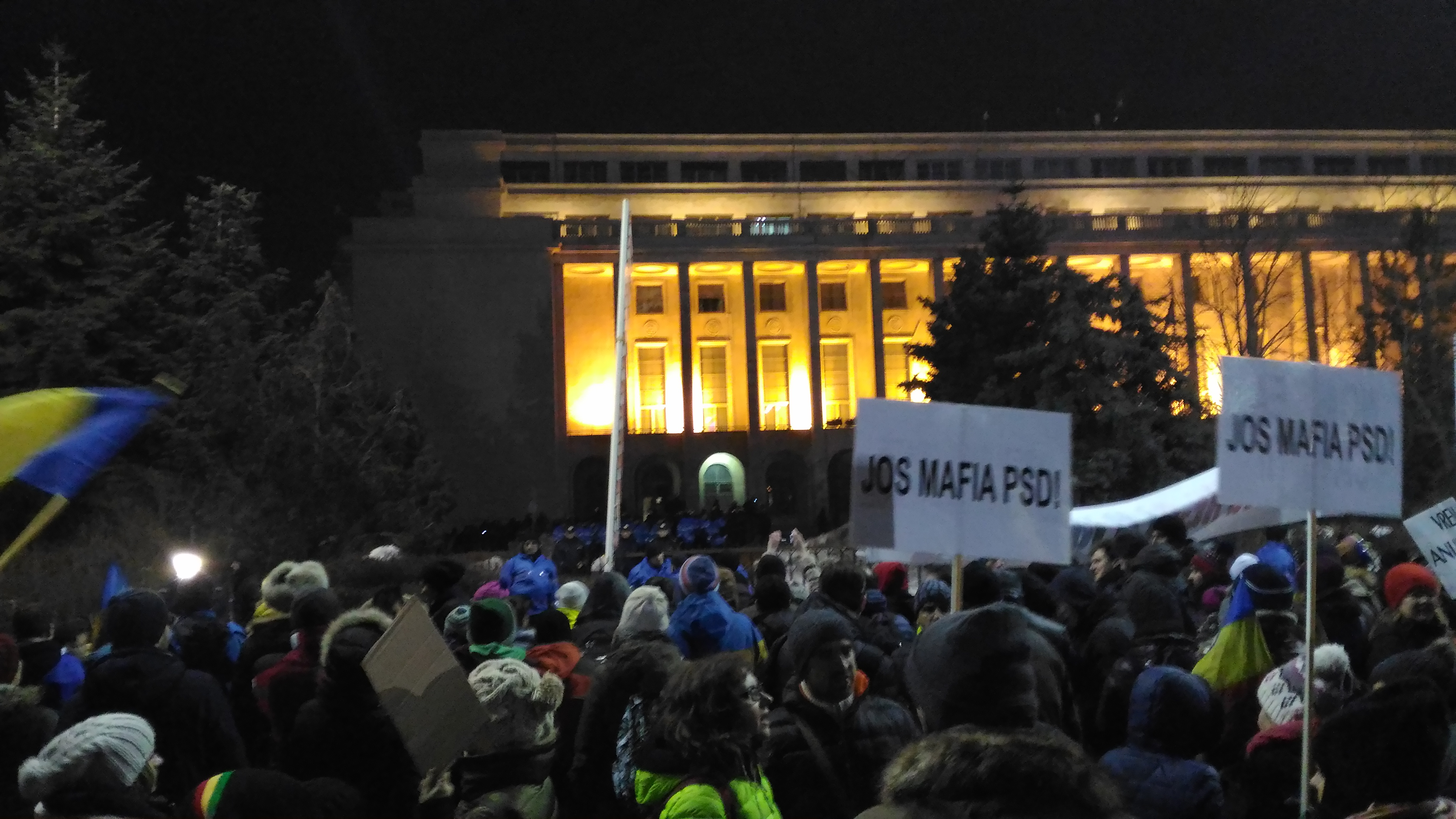
Protestatari în fața Guvernului la 2 februarie 2017

Pe 2 februarie, președintele Klaus Iohannis a trimis la Curtea Constituțională sesizarea privind existența unui conflict juridic de natură constituțională între puterea judecătorească și cea executivă, după modificarea Codurilor penale prin ordonanța de urgență a guvernului. În cursul zilei a avut loc o ședință a Comitetului Executiv Național al PSD, în urma căreia s-a decis păstrarea neschimbată a poziției partidului. În cadrul conferinței de presă ce a urmat ședinței, Liviu Dragnea l-a acuzat pe președintele Iohannis că ar fi „autorul moral” al violențelor ce au izbucnit în timpul protestelor din seara anterioară. Proteste masive au avut loc pentru a treia zi consecutiv în întreaga țară, în contextul în care ministrul Justiției a anunțat că nu renunță la ordonanțele de guvern. Peste 220.000 de persoane au protestat în piețele marilor orașe. În București, o fetiță venită cu tatăl ei la protest le-a oferit flori jandarmilor. După gestul ei, jandarmii au cumpărat și ei flori și le-au împărțit manifestanților.
Pe 3 februarie, Avocatul Poporului a sesizat CCR pe ordonanța de urgență privind modificarea Codurilor penale, iar procurorul general al României, Augustin Lazăr, a declarat că va ataca în instanța de contencios administrativ această ordonanță. Protestele au continuat pentru a patra zi la rând. Un număr record de 330.000 de oameni au manifestat în toată țara, 150.000 doar în București.
Pe 4 februarie, premierul Grindeanu a anunțat că va abroga Ordonanța 13 a doua zi. Protestele au continuat în toată țara pentru a cincea zi consecutiv. La București a fost organizat un așa-zis „marș al copiilor”. Micuții au purtat steaguri, au desenat pe asfalt și s-au jucat. Spre seară, 40.000 de oameni au format un lanț uman în jurul Palatului Parlamentului. De aici au pornit în marș spre Piața Victoriei, unde protestul a atras un număr record de 180.000 de participanți. Proteste ample au avut loc și în restul țării; peste 170.000 de oameni au manifestat pe străzi la Cluj-Napoca, Timișoara, Sibiu, Brașov, Craiova, Iași, Constanța și multe alte localități. La ora 22 s-a intonat imnul național, moment văzut ca un argument împotriva afirmațiilor că protestele dezbină oamenii de diferite orientări și din diferite regiuni.

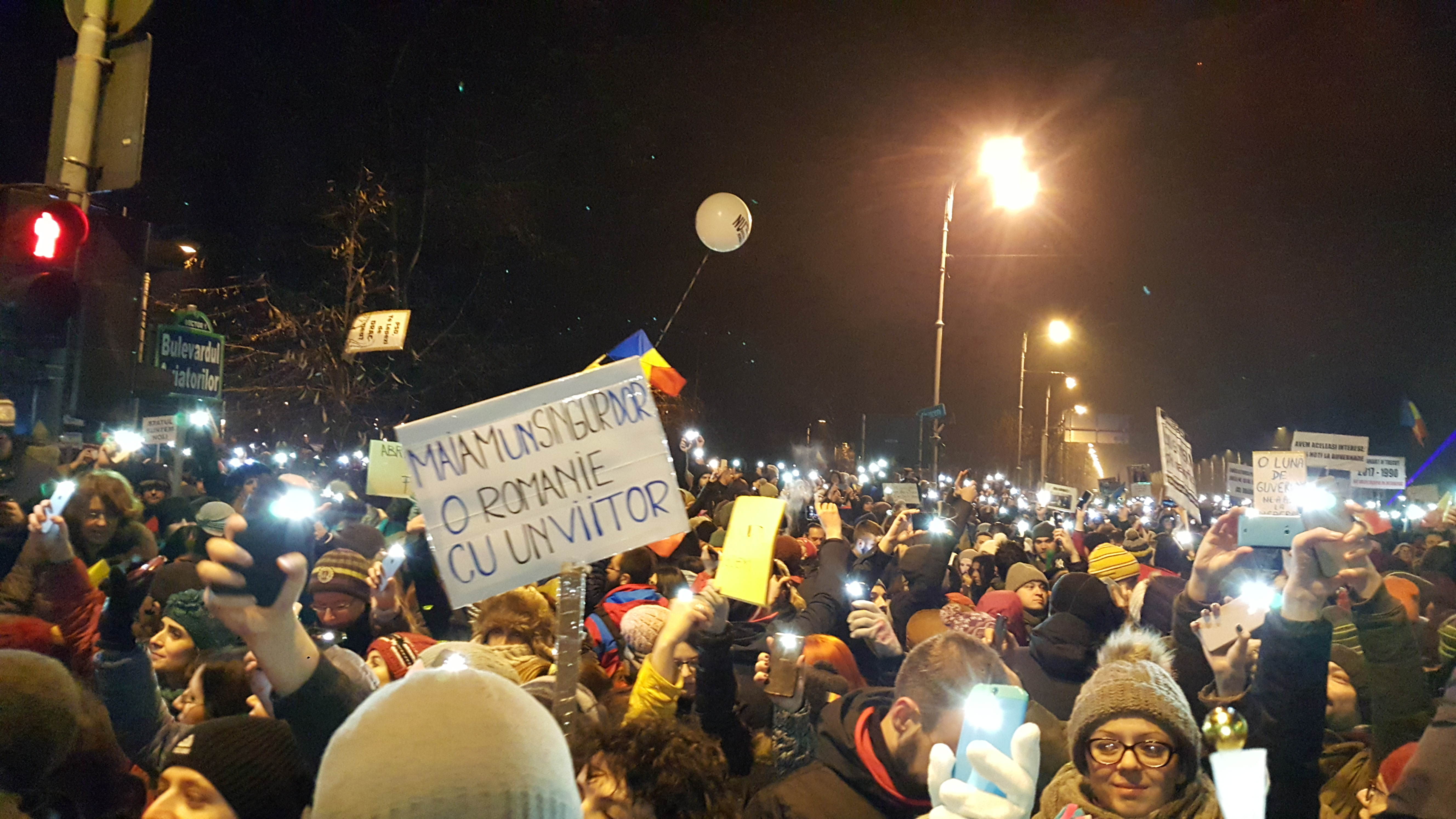
Pe 5 februarie 2017, la ora 21, protestatarii și-au aprins lanternele telefoanelor mobile în Piața Victoriei din București. Gestul a fost repetat și la protestele ulterioare.

Pe 5 februarie, Guvernul a adoptat o ordonanță de urgență pentru abrogarea OUG privind modificarea Codurilor penale. Cu toate acestea, protestele au continuat pentru a șasea zi sub hashtag-urile #Ro-mânia și #rezistăm. Postul de televiziune Digi 24 estima că o jumătate de milion de oameni s-au aflat în stradă, 300.000 doar la Guvern. După alte surse, în București au fost între 120.000 și 170.000 de protestatari, deși majoritatea publicațiilor străine (Agence France-Presse, BBC News, Deutsche Welle, France 24, The New York Times ș.a.) au înaintat cifra de 300.000. La ora 21, oamenii și-au folosit telefoanele mobile pentru a lumina atmosfera în fiecare mare oraș al țării. La ora 23, numărul de protestatari din România ajungea la aproximativ 600.000, stabilind astfel un nou record din ultimii 25 de ani în România. La Timișoara, cei 40.000 de protestatari au adoptat o proclamație care prevede, printre altele, ca persoanele urmărite penal să nu ocupe funcții publice. La ora 22 s-a intonat din nou imnul național.
Protestele au continuat și în seara de 6 februarie. În fața Guvernului s-au adunat aproximativ 25.000 protestatari, la Cluj – 7.000, Sibiu – 5.000, Iași, Timișoara, Constanța, Baia Mare – 4.000, Bistrița – 2.500 și Brașov – 1.000, aceștia scandând mesaje precum „Demisia!”, „Ieșiți din casă, dacă vă pasă!” și „Nu cedăm, rezistăm!”.
Pe 9 februarie, Florin Iordache și-a anunțat demisia din funcția de ministru al Justiției, interimatul fiind preluat de Ana Birchall, actualul ministru delegat pentru Afaceri Europene. În ciuda viscolului și temperaturilor scăzute, protestele au continuat pentru a zecea zi la rând în București și orașele mari din țară.

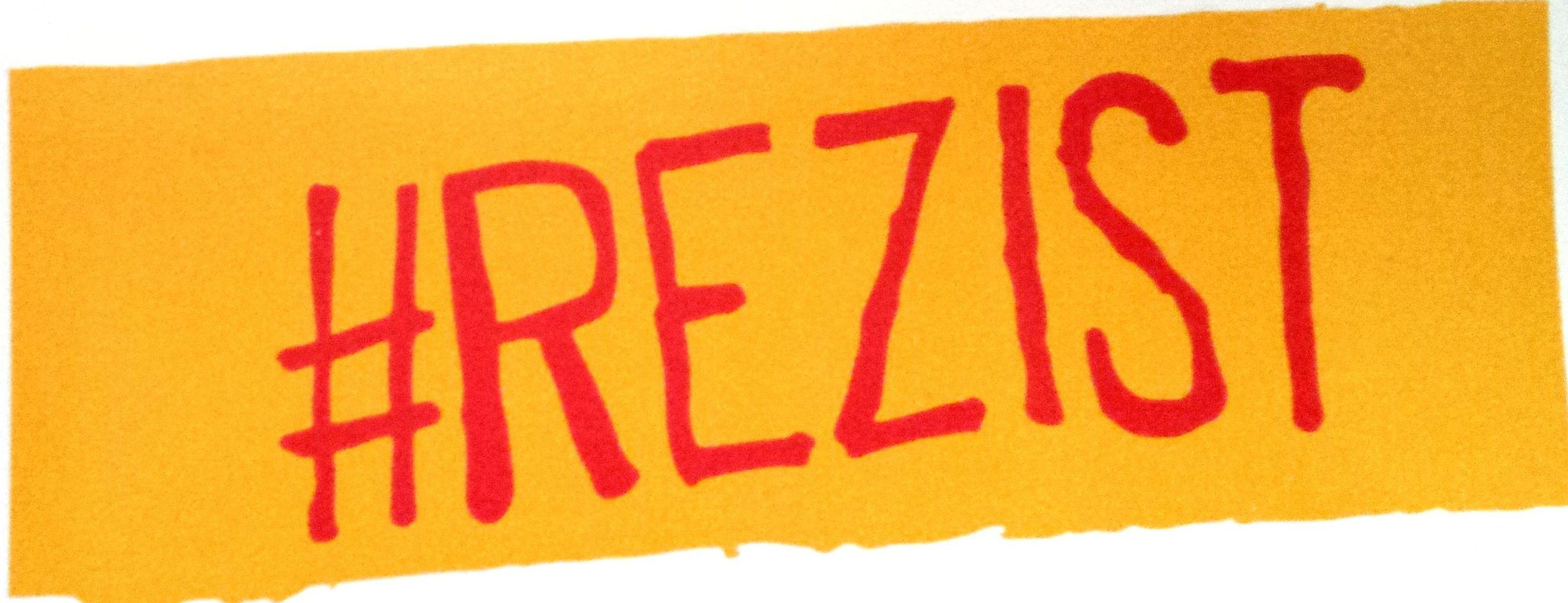
Hashtag-ul #Rezist devenit laitmotivul protestelor

În cea de-a 13-a zi consecutivă de proteste anti-guvernamentale, la București protestatarii au format un tricolor uriaș prin aprinderea lanternelor de la telefoane sub coli colorate în roșu, galben și albastru. Televiziunile anunță că în Piața Victoriei au fost între 40.000 și 70.000 de oameni. Proteste au avut loc, de asemenea, și în restul țării, în marile orașe: Cluj-Napoca, Timișoara, Brașov, Iași, Sibiu, Constanța, Craiova, dar și în marile orașe ale lumii: Bruxelles, Paris, Londra, Roma și Madrid. Delegația cineaștilor din România a protestat pașnic pe covorul roșu întins la Berlinale Palast, afișând două pancarte. Mesajul cineaștilor este: „Romanian Cinema #resist”. Cineaștii s-au arătat solidari față de protestele din țară. Delegația producătorilor, regizorilor și actorilor i-a inclus pe Anca Damian, Ada Solomon, Tudor Giurgiu și Crina Semciuc. De asemenea, actorul Levente Molnár, protagonist în „Fiul lui Saul”, desemnat Cel mai bun film străin la gala premiilor britanice BAFTA 2017, a afișat la sosirea pe covorul roșu mesajul „#rezist”, în semn de solidaritate față de protestele din România.
Mii de români au cerut din nou demisia guvernului în cea de-a 27-a zi de proteste. La București, în fața sediului Guvernului, 2.500–5.000 de protestatari cu foi de hârtie și panouri iluminate au format steagul Uniunii Europene. Câteva sute de persoane au demonstrat la Brașov, Sibiu și Timișoara.

#### Contramanifestații

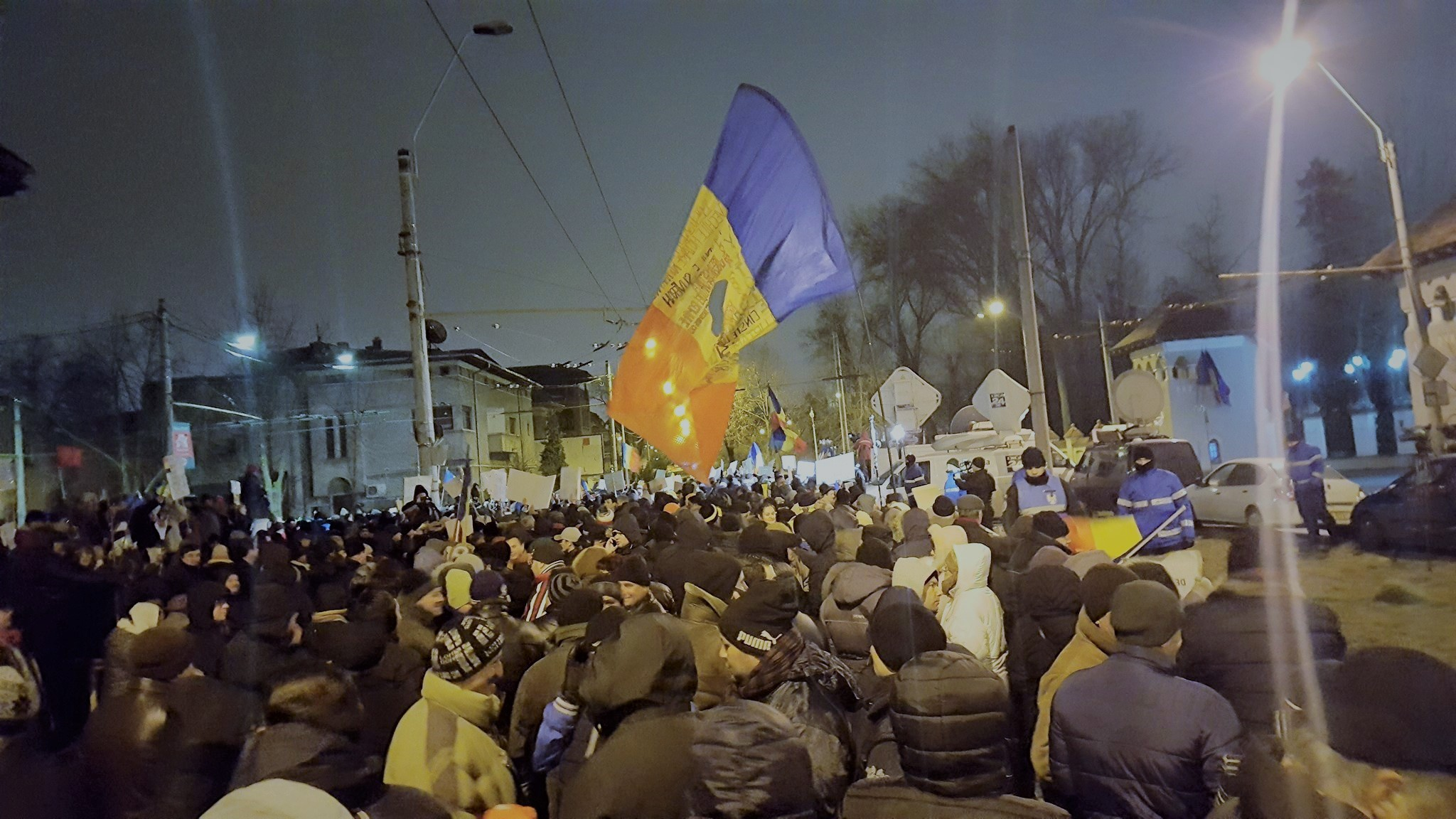
Protestatari proguvernamentali la Palatul Cotroceni (7 februarie 2017)

În jur de 2.500 de oameni au participat pe 5 februarie la un miting de susținere a Guvernului Grindeanu în fața Palatului Cotroceni. Manifestanții au scandat, printre altele, mesaje împotriva președintelui Klaus Iohannis. Președintele PSD, Liviu Dragnea, a anunțat că aceste proteste nu sunt organizate de partidul pe care îl conduce. Pe de altă parte, vicepreședintele PSD Mihai Chirica, primarul municipiului Iași, a declarat pentru Digi 24 că PSD se află în spatele protestului de la Palatul Cotroceni, în condițiile în care se manifestă „în numele și pentru partidul social-democraților”. Manifestațiile au continuat și în zilele următoare. Pe 8 februarie, președintele Klaus Iohannis a ieșit în curtea Palatului Cotroceni pentru a discuta cu protestatarii. Oamenii au refuzat orice dialog cu acesta, l-au huiduit și au scuipat spre el.
Pe 18 februarie, 6.000 de oameni au participat la un miting de susținere a guvernului Grindeanu în Piața Vasile Milea din Pitești. Mitingul a fost organizat de filiala din Argeș a PSD. Un alt miting organizat de PSD a avut loc pe 25 februarie la Târgoviște, unde peste 8.000 de persoane au participat la acțiunea de susținere a Guvernului Grindeanu.

#### Reacții
Guvern
Departamentul pentru lupta antifraudă (DLAF), o structură care se află în subordinea prim-ministrului Sorin Grindeanu, a criticat proiectul Ministerului Justiției. Într-un comunicat de presă, DLAF a spus că proiectul ordonanțelor de urgență „este de natură să diminueze capacitatea investigativă a DLAF și, deopotrivă, îndeplinirea mandatului instituțional de protejare efectivă și echivalență a intereselor financiare ale Uniunii Europene în România”. Într-o conferință de presă organizată la Palatul Parlamentului, ministrul Justiției, Florin Iordache a oferit lămuriri despre modificările din Codul penal. Acesta a afirmat că la stabilirea plafonului de 200.000 de lei pentru abuzul în serviciu s-a luat în calcul legislația internațională în materie, adăugând că scăderea cuantumului de 10 ori a fost în acord cu decizia CCR. De asemenea, el a susținut și că legea privind grațierea nu vizează politicieni.
Pe 1 februarie, specialiștii IT de la GovITHub au renunțat la colaborarea cu guvernul Grindeanu după modificarea Codului penal. În aceeași zi, Aurelia Cristea, fost ministru delegat pentru Dialog Social și Relația cu Societatea Civilă, a demisionat din PSD, declarând că a luat această decizie după o „noapte neagră” pentru România. De asemenea, coordonatorul departamentului centenar din subordinea premierului și echipa sa au demisionat din funcții din cauza adoptării de către guvern a OUG. Consecutiv, Florin Jianu, ministrul pentru Mediul de Afaceri, Comerț și Antreprenoriat, și-a anunțat demisia din Guvernul Grindeanu ca urmare a adoptării ordonanței de urgență. Pe 2 februarie, vicepreședintele PSD și primarul Iașiului, Mihai Chirica, a cerut demisia ministrului Justiției, Florin Iordache, pe care l-a considerat „singurul om responsabil de haosul din ultimele zile”. Primarul general al Bucureștiului și vicepreședinte PSD, Gabriela Firea, a declarat la Antena 3 că 95% dintre cei care protestează împotriva OUG 13 nu au citit actul normativ și nici nu știu că proiectul grațierii nu a fost adoptat. Aceasta și-a susținut afirmațiile printr-un „studiu” a cărui existență nu a fost dovedită. De asemenea, Firea și-a îndemnat urmăritorii pe Facebook să semneze o petiție de susținere a PSD și a Guvernului Grindeanu. Postarea a fost primită cu un val de critici, astfel că Firea și-a închis contul o perioadă.
O serie de membri PSD și-au dat demisia, începând cu 27 ianuarie: Ciprian Necula, fost secretar de stat în Ministerul Fondurilor Europene, secretarul de stat Daniel Șandru, Ovidiu Mălăncrăvean, primarul Sighișoarei, Vladimir Petruț, primarul orașului Cavnic, Valentin Lupșa, secretarul general al PSD Reșița, Adrian Gâdea, deputat PSD de Teleorman, Călin Tuns, fost consilier județean al PSD Maramureș.
Pe 4 februarie, senatorul PSD Ecaterina Andronescu a opinat că OUG privind modificarea Codurilor penale a fost o greșeală și a declarat că, dacă liderul social-democraților, Liviu Dragnea, o corectează, va face ce trebuie. Tot atunci, prim-ministrul Sorin Grindeanu a anunțat că în ziua următoare (duminică) va avea loc o ședință de guvern pentru abrogarea sau prorogarea OUG 13. Astfel, Guvernul a aprobat abrogarea OUG 13/2017 pe 5 februarie și a declasificat stenogramele ședințelor de Guvern din 31 ianuarie 2017 și din 18 mai 2016; Codurile penale din 2016 au fost modificate tot prin ordonanță de urgență. Ordonanța de abrogare a OUG 13 a fost publicată la scurt timp în Monitorul Oficial. La patru zile de la abrogare și pe fondul protestelor de stradă, ministrul Justiției, Florin Iordache, și-a anunțat demisia. Interimatul a fost preluat de Ana Birchall, cea care susținea că nu renunță la modificarea Codurilor penale.
Opoziție
Pe 31 ianuarie, președintele interimar al PNL, Raluca Turcan, a anunțat că liberalii vor depune moțiune de cenzură împotriva Guvernului. Mai mult, USR a cerut public Avocatului Poporului să conteste Ordonanța la Curtea Constituțională. O zi mai târziu, UDMR, partid aflat în protocol de colaborare parlamentară cu coaliția PSD–ALDE din 2016, a anunțat că nu este de acord cu decizia guvernului Grindeanu de a modifica Codurile penale prin OUG și a considerat acțiunea executivului drept „o greșeală imensă”. Ulterior, UDMR a anunțat că dorește oprirea modificării prin ordonanță de urgență a Codului penal și a Codului de procedură penală și a făcut apel către toate partidele din România să ajungă la un consens în ceea ce privește crearea unui cadru legislativ care să stea la baza unei justiții reale, corecte.
Magistrați
Procurorul general Augustin Lazăr a calificat proiectele de ordonanță ca fiind „penibile”, în timp ce Parchetul General a atras atenția că în cazul grațierii „se regăsesc infracțiuni cu un grad ridicat de pericol social”. Pe 18 ianuarie 2017, DNA a transmis Ministerului Justiției punctul de vedere privind proiectele de modificare a Codurilor penale și grațierea unor pedepse, spunând că modificarea legislației în regim de urgență este nejustificată. Procurorul-șef al DNA, Laura Codruța Kövesi, a declarat la rândul său că proiectul de ordonanță de urgență ar produce o dezincriminare parțială, mascată a abuzului în serviciu și că niciunul dintre cele două acte normative „nu este oportun”. DIICOT a criticat într-un comunicat emis pe 20 ianuarie proiectele de ordonanță de urgență privind grațierea și modificarea Codului penal, arătând că proiectul privind grațierea „poate reprezenta o condiție favorizantă a fenomenului infracțional” și că „nu este întemeiat pe o analiză statistică a numărului de persoane încarcerate în sistemul penitenciar, defalcată pe categorii de infracțiuni”.
Asociația Forumul Judecătorilor din România a solicitat guvernului retragerea proiectelor de OUG, invocând mai multe motive și subliniind că pentru o eventuală lege a grațierii este necesară o dezbaterea publică. Totodată, FJR a opinat că, „într-o societate măcinată de corupție, este absolut necesară sporirea capacității instituționale de a lupta împotriva corupției, inclusiv recuperarea daunelor, ceea ce are drept efect descurajarea fenomenului și nu adoptarea de măsuri cum ar fi grațierea colectivă, dezincriminarea (parțială) a unor infracțiuni sau reducerea condamnărilor”. Asociația Magistraților din România (AMR) a criticat graba cu care Ministerul Justiției a cerut „propunerile, sugestiile și opiniile cu valoare de recomandare privind proiectul de act normativ supus dezbaterii”, termenul limită fiind 24 ianuarie (trei zile lucrătoare), neexistând astfel intenția unei dezbateri publice „serioase”, ci „mai degrabă ignorarea principiului transparenței”.
Pe 25 ianuarie, Consiliul Superior al Magistraturii a dat aviz negativ pentru cele două proiecte de ordonanță. Ministrul Justiției, Florin Iordache, a declarat că avizul CSM este consultativ, subliniind că legile se fac în Parlament și se aplică de către judecători și procurori. Ulterior, în urma ședinței Colegiului de conducere a DIICOT din 1 februarie, procurorii s-au arătat „contrariați” de „evidenta neconcordanță” a OUG cu actele care reflectă liniile directoare ale politicilor penale ale statului român din ultimii 12 ani în materia combaterii formelor de criminalitate gravă cum sunt corupția, criminalitatea organizată, traficul de droguri, traficul de persoane și alte forme de criminalitate gravă.
Curtea Constituțională
Consiliul Superior al Magistraturii și Președinția au sesizat Curtea Constituțională pe 1, respectiv 2 februarie în legătură cu existența unui conflict constituțional între instituțiile relevante (Guvern, Parlament și CSM) privind procedura aleasă de Guvern pentru a trece ordonanța controversată. Curtea a stabilit cu majoritate de voturi că „nu a existat conflict juridic de natură constituțională între autoritatea executivă – Guvernul României, pe de o parte, și autoritatea legiuitoare – Parlamentul României, pe de altă parte, întrucât decizia Guvernului de a adopta Ordonanța de urgență a Guvernului nr.13/2017 (...) nu poate fi calificată ca un act de arogare a unor puteri, atribuții sau competențe care, potrivit Constituției, aparțin Parlamentului”. De asemenea, Curtea a constatat că „nu a existat conflict juridic de natură constituțională între autoritatea executivă – Guvernul României, pe de o parte, și autoritatea judecătorească – Consiliul Superior al Magistraturii, pe de altă parte, întrucât Guvernul nu a împiedicat autoritatea judecătorească (...) să-și realizeze o atribuție constituțională privind avizarea actului normativ”, arătând totodată că „Guvernul nu are obligația constituțională sau legală de a solicita avizul Consiliului Superior al Magistraturii în materia în care a legiferat, iar Consiliul Superior al Magistraturii nu are abilitarea legală de a emite un astfel de aviz”.
ONG-uri și sindicate
Pe 19 ianuarie, șase organizații neguvernamentale – Expert Forum (EFOR), Institutul pentru Politici Publice (IPP), Funky Citizens, Centrul Român de Politici Europene (CRPE), Freedom House România și Grupul pentru Dialog Social (GDS) – au transmis un comunicat comun prin care au susținut că acordarea unei grațieri colective prin ordonanță de urgență reprezintă „o acțiune fără precedent în istoria postdecembristă a României”.
La consultările publice din 30 ianuarie organizate de Ministerul Justiției au existat atât opinii pro, cât și contra proiectelor de ordonanțe de urgență ce fuseseră prezentate anterior. Reprezentanții unor ONG-uri ca APADOR-CH și Expert Forum au susținut că proiectele sunt insuficient pregătite, în timp ce alți reprezentanți ai societății civile au fost chiar mai fermi, cerând demisia ministrului Justiției. De cealaltă parte s-au situat reprezentanții Asociației Victimelor Abuzurilor Statului de Drept din România sau a Fundației pentru Apărarea Cetățenilor Împotriva Abuzurilor Statului, care au susținut oportunitatea ordonanței. Alte propuneri au privit extinderea propunerii de OUG privind grațierea și la alte categorii de condamnări pentru a elimina eventualele discriminări din proiectul existent în acel moment.
Sindicatul Omnia din Administrația Națională a Penitenciarelor a calificat drept „eronate” argumentele prezentate în favoarea grațierii, arătând că „supraaglomerarea ca fenomen este în scădere”, dar și că „condițiile din penitenciare s-au îmbunătățit constant”. Pe 1 februarie, Confederația Națională Sindicală „Cartel ALFA” a anunțat că este solidară cu mișcarea de protest împotriva adoptării prin Ordonanță a modificărilor la Codul penal și Codul de procedură penală și a cerut guvernului să retragă Ordonanța 13/2017.
Mediu de afaceri
Într-un comunicat emis pe 1 februarie, Camera de Comerț Româno-Americană a criticat dur acțiunile executivului, arătând că „lipsa transparenței în adoptarea modificărilor legislative, în pofida opiniilor și recomandărilor emise de instituțiile abilitate, subminează încrederea în guvern și transmite o undă negativă puternică de neîncredere și incertitudine, atât pe plan intern, cât și pe plan extern”. Declarații împotriva acestor modificări au venit din partea mai multor lideri din mediul de business, antreprenori și oameni de afaceri.
Internaționale
Ambasadorul SUA în România, Hans G. Klemm, a spus într-un interviu, comentând cele două proiecte de ordonanță de urgență, că „nu considerăm oportună nicio măsură care slăbește statul de drept al României” și că „orice propunere legislativă care contravine consolidării statului de drept îi afectează pe toți românii, indiferent de preferințele lor politice”. Günter Verheugen, fost comisar european pentru extinderea UE, s-a declarat stupefiat de faptul că PSD-ul, care a câștigat alegerile din 2016, se comportă de parcă i-ar aparține toată țara și încearcă să facă scăpați de urmărire penală peste o mie de politicieni care și-au umplut buzunarele pe spinarea cetățenilor.
Pe 1 februarie, președintele Comisiei Europene Jean-Claude Juncker și prim-vicepreședintele Frans Timmermans au avut o declarație comună în care au afirmat că „lupta împotriva corupției trebuie să avanseze, nu să fie subminată. Urmărim cu foarte mare îngrijorare evoluțiile recente din România”. După declarația acestora, premierul Sorin Grindeanu a transmis o scrisoare celor doi în care a reiterat „angajamentul ferm al tuturor instituțiilor și factorilor decizionali din România privind continuarea luptei împotriva corupției”. În scrisoare, Grindeanu a explicat contextul și rațiunile adoptării acestor modificări legislative:
„Ambele proiecte normative au ca obiectiv punerea în acord a legislației române cu prevederile Directivei 334/2016 a Parlamentului European și a Consiliului privind consolidarea anumitor aspecte ale prezumției de nevinovăție și a dreptului de a fi reprezentat la procesele penale.

În ceea ce privește tematica grațierii, vă informez că există deja o procedură în cadrul CEDO care se referă la o decizie pilot privind supraaglomerarea din închisorile române și condițiile precare de detenție, situație care poate conduce la o penalizare semnificativă a României (cca. 80 de milioane de euro pe an – conform calculelor estimative întocmite de ministrul de Justiție din fostul guvern). (...)

Stabilirea plafonului de 200.000 de lei nu a fost una arbitrară, ci s-a plecat de la prevederile art. 183 din Codul penal care definesc noțiunea de consecințe deosebit de grave ale unei infracțiuni, unde regăsim un cuantum de 2 milioane de lei. Am apreciat că pentru existența infracțiunii de abuz în serviciu un cuantum de 10 ori mai mic este în acord cu Decizia Curții Constituționale, Comisiei de la Veneția și jurisprudenței CEDO. De menționat că, prin fixarea unui plafon de 200.000 de lei, răspunderea nu este înlăturată, ci va continua să fie o răspundere administrativă și disciplinară, iar prejudiciul va fi recuperat integral, acest lucru fiind în consonanță inclusiv cu recomandările instituțiilor europene.”
Totodată, prim-ministrul a argumentat că „lipsa de coerență dintre o decizie constituțională și prevederile declarate neconstituționale ar putea conduce la vid legislativ, precum și la o interpretare și aplicare neunitară a acestor prevederi”. În aceeași zi, șase țări partenere, printre care SUA, Franța și Germania, și-au exprimat „îngrijorarea profundă” în legătură cu ordonanța adoptată, declarând că „a subminat lupta anticorupție din ultimii zece ani” și „riscă să deterioreze poziția internațională a României”.
Pe 2 februarie, europarlamentarul conservator Monica Macovei a avertizat în Parlamentul European că PSD–ALDE vrea să desființeze Direcția Națională Anticorupție, cerând Parlamentului European și Comisiei Europene să solicite de urgență Guvernului de la București să revoce ordonanța de modificare a Codului penal. În schimb, europarlamentarul ALDE Norica Nicolai a luat apărarea Guvernului PSD–ALDE, afirmând că ordonanța de modificare a Codului penal respectă prevederile constituționale. La rândul său, eurodeputatul ALDE Mircea Diaconu s-a plâns că a fost trimis în judecată de DNA fără să i se rețină un prejudiciu. În următoarea zi, europarlamentarul PSD Sorin Moisă a anunțat că susține cererea protestatarilor privind retragerea ordonanței de urgență, afirmând că „riscăm în curând să trecem de un punct în care interese fundamentale ale României vor fi afectate”.
Pe 3 februarie, purtătorul de cuvânt al Departamentului de Stat al SUA a declarat că „SUA sunt profund îngrijorate de măsurile recente ale Guvernului României, ce subminează statul de drept și slăbesc responsabilitatea pentru fapte penale de natură financiară sau de corupție”. Mai mult, președintele Comisiei pentru Afaceri Europene din Parlamentul german (Bundestag) a avertizat că dacă Guvernul Grindeanu nu retrage ordonanța referitoare la modificarea Codului penal, România riscă să-și piardă dreptul de vot în UE. Uniunea Europeană are prevăzută această sancțiune pentru cazul în care, într-o țară membră, există amenințări sistematice la adresa statului de drept.
Pe 6 februarie, purtătorul de cuvânt al Comisiei Europene a declarat că România a înregistrat un regres în ceea ce privește dovedirea ireversibilității reformelor, ceea ce este posibil să fi afectat șansele de ridicare a Mecanismului de Cooperare și Verificare până la finalul mandatului actualei Comisii Europene.

### Modificarea legilor justiției sub Guvernul Tudose
Pe 23 august 2017, noul ministru al Justiției, Tudorel Toader, a anunțat într-o conferință de presă un plan amplu de reformare a legilor justiției. Modificările vizează în principal trei texte de lege: Legea privind statutul procurorilor și judecătorilor (nr. 303/2004), Legea privind organizarea judiciară (nr. 304/2004) și cea privind Consiliul Superior al Magistraturii (nr. 317/2004). Una dintre modificările propuse la pachetul de legi prevede ca numirile în funcțiile de conducere la Ministerul Public să fie făcute de Secția de procurori a CSM, la propunerea ministrului Justiției. Practic, prin această propunere, președintele statului este scos din procedură. Ministrul Justiției a mai anunțat că, potrivit modificărilor legislative, în cadrul Parchetului General va fi înființată o a treia direcție, pe lângă DNA și DIICOT, care să facă urmărirea penală pentru faptele reclamate că ar fi fost comise de către magistrați. O altă modificare semnificativă este că Inspecția judiciară a CSM va trece la Ministerul Justiției.
Modificările anunțate de ministrul Toader au fost aspru criticate de președintele Iohannis, subliniind că acestea ar fi un „atac asupra statului de drept”, ar afecta Justiția și ar încetini lupta împotriva corupției. Poziții asemănătoare au avut membrii principalelor partide de opoziție, PNL și USR. Mai mult, Parchetul General a reclamat că nu a fost consultat în prealabil cu propunerile de modificări și susține că aceste schimbări vor bulversa sistemul judiciar.
Propunerile de modificare au fost întâmpinate cu proteste. Pe 27 august, peste 2.000 de oameni au protestat în Piața Victoriei din București. Mișcări asemănătoare au fost organizate și în alte orașe din țară, cum ar fi Cluj-Napoca, Constanța, Iași, Brașov sau Timișoara, dar și în afara granițelor, în Milano, Zürich și München. La protestul din București, manifestanții au încercat să forțeze gardul jandarmilor, o femeie accidentându-se la șold. Aceasta și încă un bărbat au fost duși la poliție pentru a fi legitimați. De asemenea, un copil de 10 ani a leșinat în timpul protestului din centrul Timișoarei. În urma unui apel de mobilizare pe rețelele de socializare, pe 5 noiembrie, peste 35.000 de oameni au demonstrat în București și în alte orașe din țară. Sub sloganul „Nu vrem să fim o nație de hoți”, 20.000 de oameni au mărșăluit între Piața Victoriei și Palatul Parlamentului. Principalele partide de opoziție, PNL și USR, dar și membri ai platformei fostului premier Dacian Cioloș, România 100, s-au solidarizat cu mișcarea de protest. Președintele Iohannis a reacționat pozitiv la proteste, catalogând modificările în legislația pe justiție drept „lipsite de transparență”.
Într-un raport publicat în aprilie 2018, Grupul Statelor împotriva Corupției (GRECO) a numit „regretabilă” neefectuarea unor evaluări de impact corespunzătoare și a atras atenția asupra utilizării excesive a procedurilor accelerate/urgente și asupra lipsei de transparență.

### „Revoluția fiscală”
Pe 8 noiembrie, Guvernul Tudose a adoptat o OUG care prevede modificări substanțiale la Codul fiscal. Înglobate de media românească sub termenul „revoluție fiscală”, prevederile au fost criticate de patronate, sindicate și președintele Klaus Iohannis. Actul normativ prevede, printre altele, scăderea contribuțiilor sociale ca procent și transferul acestora de la angajator la angajat, scăderea impozitului pe venit de la 16% la 10%, impunerea unei taxe de solidaritate pentru angajatori de 2,5% și modificarea modului de stabilire a CAS și a CASS pentru persoanele fizice care realizează venituri din activități independente.
Deși Guvernul a dat asigurări că salariile se vor mări, în realitate, aceste modificări ar anula creșterile de 25% pe care le-a decis Parlamentul prin Legea salarizării unitare din 1 iulie 2017. De asemenea, Asociația pentru Pensiile Administrate Privat din România a atras atenția că „decizia se traduce în pensii private mai mici cu cel puțin 20% pentru viitorii pensionari și potențial mai scăzut de finanțare a afacerilor românești prin intermediul pieței de capital”. Nemulțumiți de modificările fiscale au fost și cei de la PNL care au anunțat o moțiune de cenzură împotriva guvernului.
La câteva ore de la adoptarea pachetului de măsuri fiscale, 1.200 de oameni s-au adunat în fața Guvernului, unde au aruncat cu suluri de hârtie igienică spre clădire. Un alt protest a avut loc în aceeași zi în timpul dezbaterii pe adoptarea modificărilor la Codul fiscal. Organizatorii protestului au făcut apel la marile companii să permită angajaților să își ia liber prin rotație pentru a participa la miting. Premierul Mihai Tudose a criticat multinaționalele și băncile care le-au dat liber angajaților pentru a merge la protest. Cu o zi înainte, aproximativ 10.000 de oameni – angajați de la Dacia și din alte companii din industria auto – au protestat la Mioveni împotriva modificărilor. Protestele au continuat și pe 12 noiembrie, când 2.000 de oameni au ieșit în stradă în București, 2.000 în Cluj-Napoca, 1.000 în Timișoara și 700 în Brașov. În București, protestatarii au aruncat cu hârtie igienică înspre sediul PSD. Protestul din 26 noiembrie a strâns peste 45.000 de manifestanți în marile orașe din țară, 30.000 doar în București. 42 de grupuri civice și organizații neguvernamentale, precum și confederațiile sindicale Blocul Național Sindical și Cartel Alfa s-au solidarizat cu mișcarea de protest.

### Ianuarie 2018
La un an de la declanșarea celor mai mari proteste din istoria postdecembristă, un nou protest de amploare, intitulat „Toate drumurile duc la București. Revoluția generației noastre”, a fost anunțat pentru 20 ianuarie în București. Grupuri mari de protestatari au sosit în București din orașe precum Cluj-Napoca, Bacău, Pitești, Deva, Bistrița, Satu Mare, Galați, Timișoara etc., cu trenul sau cu microbuze. Protestatarii care au venit cu mașinile personale s-au întâlnit pe traseu și au mers în coloană spre capitală. Pe tot parcursul zilei, manifestații sporadice au avut loc în Gara de Nord, în fața sediului PSD, dar și în fața sediului ALDE. Spre seară, în ciuda ninsorii abundente, peste 60.000 de oameni au manifestat în București. Pornind din Piața Universității, oamenii au mărșăluit spre Palatul Parlamentului, cu opriri în fața sediilor Avocatului Poporului, Curții Constituționale și CNA. Alte zeci de mii de oameni au protestat în Cluj-Napoca, Timișoara, Sibiu, Iași, Galați, Oradea, Constanța, Brașov, Craiova și alte orașe din țară. La începutul mitingului au existat ciocniri scurte între manifestanți și jandarmi. De asemenea, jandarmii au efectuat percheziționări asupra unor protestatari, în urma acestora confiscând mai multe arme albe.
|                                                    |
| Manifestanți în marș pe Bulevardul Ion C. Brătianu |

|                                                        |
| Jandarmi călare supraveghează coloana de manifestanți. |

| |
| Pancarta citește „Guvernul Liviu Vasilică (RIP)”, o alăturare ironică a numelor liderului PSD Liviu Dragnea și premierului Vasilica-Viorica Dăncilă. |

|                                     |
| Manifestanți în Piața Universității |

Pe 10 martie, între 200 și 300 de protestatari au manifestat în fața Sălii Palatului, loc unde în același timp avea loc Congresul Extraordinar al PSD. Sala Palatului a fost înconjurată de dispozitive mari de jandarmi pentru a preveni eventuale altercații între protestatari și un grup de simpatizanți ai PSD. Mai mulți protestatari au fost ridicați și duși la secție cu dubele, în timp ce scandau „România, stat polițienesc” si „Jandarmeria apără hoția”. Corupția Ucide, organizatorul protestului, a anunțat pe pagina de Facebook că „cel puțin 5 persoane au fost amendate abuziv”. Mai mulți protestatari care au fost duși la secție au acuzat jandarmii că i-au lovit și i-au înjurat. Purtătorul de cuvânt al Jandarmeriei, Georgian Enache, nu a comentat însă aceste acuzații.

### Mitingul PSD din 9 iunie 2018
Pe 4 iunie 2018, liderul PSD Liviu Dragnea a anunțat organizarea la București, pe 9 iunie, a unui miting „împotriva statului paralel” și a încălcării principiilor statului de drept. Mitingul s-a desfășurat sub sloganul „Vrem prosperitate, nu Securitate!”. Peste 200.000 de simpatizanți PSD–ALDE au luat parte la manifestație, mai mulți decât estimaseră inițial organizatorii însă mai puțini decât a prognozat secretarul general al PSD în ziua de dinaintea evenimentului. PNȚCD și-a anunțat susținerea față de miting prin președintele partidului, Aurelian Pavelescu. Participanții din toate organizațiile PSD din țară au fost transportați spre București cu sute de mașini personale, autocare, microbuze și garnituri de tren. La miting au fost prezenți, printre alții, președintele PSD, Liviu Dragnea, premierul Viorica Dăncilă, primarul general al Capitalei, Gabriela Firea, președintele Senatului, Călin Popescu-Tăriceanu și miniștrii Eugen Teodorovici, Mihai Fifor, Lia Olguța Vasilescu, Rovana Plumb, Carmen Dan și Teodor Meleșcanu.
Grupul civic Geeks for Democracy a lansat cu câteva zile înainte de miting o pagină de internet unde îi încurajează pe cetățenii din țară care sunt constrânși să participe la mitingul organizat de PSD pe 9 iunie să sesizeze aceste abuzuri. Până în ziua mitingului, peste 520 de raportări din aproape toate județele țării au fost publicate pe pagină. Pe 6 iunie, senatorul USR George Dircă a anunțat că juriștii USR vor acorda asistență tuturor angajaților din instituțiile publice care sunt supuși la presiuni să participe la mitingul organizat de PSD. Unii dintre participanți au declarat că nu știu de ce merg la miting. Președintele Klaus Iohannis a declarat că mitingul PSD are o „abordare caraghioasă și pur populistă”, în condițiile în care noțiunea de protest se asociază, în mod normal într-o democrație, cu opoziția sau cu societatea civilă nemulțumită de guvernare. De asemenea, liderul PNL Ludovic Orban a susținut că mitingul PSD „este o acțiune profund nedemocratică de intimidare a Opoziției, a magistraților, a oamenilor liberi, a funcționarilor și angajaților din sistemul public care nu răspund la comenzile politice”. Fostul premier PSD Victor Ponta a susținut la rândul lui că Liviu Dragnea a organizat acest miting pentru a pune presiune pe judecătorii de la ÎCCJ, care urmează să se pronunțe în dosarul acestuia. Un articol publicat de platforma EurActiv numea mitingul „absurdul românesc”. Potrivit Reuters și Deutsche Welle, manifestația a fost percepută ca un răspuns la precedentele proteste de stradă antiguvernamentale.

### Propunerea de demitere a Laurei Codruța Kövesi

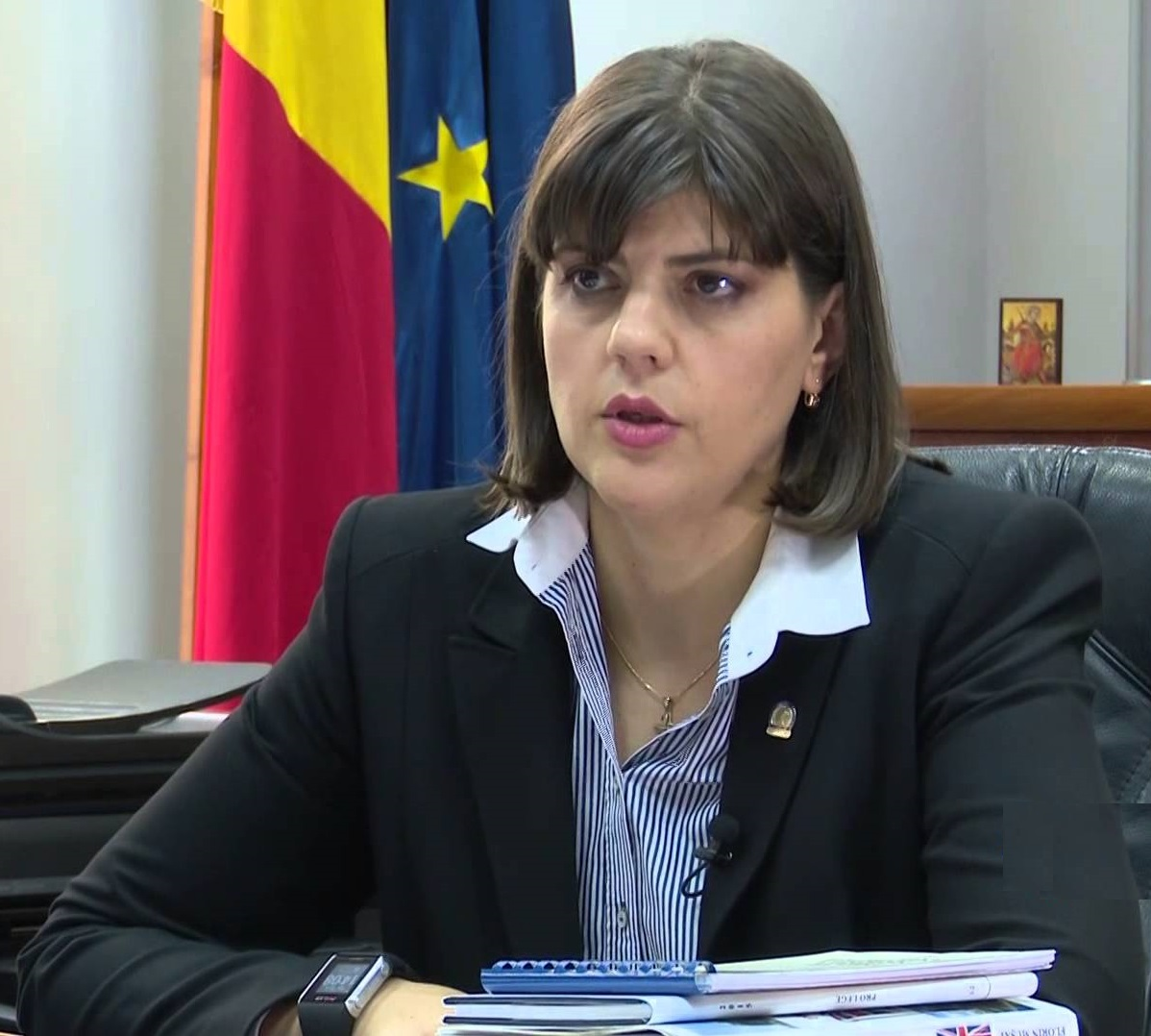
Laura Codruța Kövesi, procuror-șef al DNA din 2013

Pe 22 februarie 2018, ministrul Justiției Tudorel Toader a anunțat că declanșează procedura de revocare din funcție a procurorului-șef al DNA, Laura Codruța Kövesi. Toader a prezentat și un raport privind activitatea managerială a DNA. Raportul a pus accent pe „excesul de autoritate, comportamentul discreționar, sfidarea autorității Parlamentului, a rolului și competențelor Guvernului, contestarea deciziilor Curții Constituționale și a autorității acesteia” manifestate de procurorul-șef al DNA. Anunțul a fost urmat de proteste în București, Cluj-Napoca, Iași, Sibiu, Brașov, Constanța și Timișoara. Pe 27 februarie, secția de procurori a CSM a decis să respingă cererea de revocare a șefei DNA. Cu o zi înainte, 1.024 de magistrați au adresat o scrisoare deschisă pentru susținerea independenței justiției. Semnatarii scrisorii au atras atenția că „în momentul actual, exprimărilor incoerente ale factorilor politici, într-o țară măcinată de o corupție endemică, li se adaugă numeroase acțiuni de manipulare a opiniei publice și atacuri fără precedent la adresa a numeroși judecători și procurori care instrumentează inclusiv cauze de mare corupție, dar și a celor mai importante instituții ale statului, cu rol de apărare și siguranță publică, cu precădere Direcția Națională Anticorupție”.
Pe 16 aprilie, președintele Klaus Iohannis a anunțat că nu va da curs propunerii de revocare din funcție a Laurei Codruța Kövesi. Iohannis a criticat totodată și raportul în baza căruia Tudorel Toader a propus revocarea. Ulterior, Toader a sesizat Curtea Constituțională care a constatat existența unui „conflict juridic de natură constituțională între ministrul Justiției și Președintele României, generat de refuzul Președintelui României de a da curs propunerii de revocare din funcție” a șefei DNA. De asemenea, CCR i-a cerut președintelui să o revoce pe Kövesi, motivând că acesta a încălcat Constituția prin refuzul de a o demite. După hotărâre, CCR a acuzat „atacuri virulente” la adresa instituției, prin care „unii reprezentanți ai unor autorități publice, precum și ai unor partide parlamentare au discreditat și delegitimat autoritatea” acesteia. În acest sens, CCR a sesizat Secretarul General al Consiliului Europei, Comisia Europeană pentru Democrație prin Drept (Comisia de la Veneția) și Președintele Conferinței Curților Constituționale Europene. Ulterior, la sesizarea președintelui Klaus Iohannis, o delegație a Comisiei de la Veneția a efectuat o vizită de două zile la București. După o întâlnire cu delegația, Iohannis a declarat că PSD „încearcă să amputeze puterile președintelui” pentru simplul fapt că el nu este de acord cu Guvernul pe anumite teme, iar „decizia CCR e în aceeași logică, de diminuare a rolului președintelui, în numirea și revocarea unui procuror”.
Amânarea unui decizii în ceea ce privește revocarea Laurei Codruța Kövesi a atras critici din partea partidelor aflate la guvernare și chiar amenințări cu suspendarea din partea președintelui PSD. Președintele ALDE, Călin Popescu-Tăriceanu, și-a anunțat, de asemenea, sprijinul pentru suspendarea lui Iohannis.
Pe 9 iulie, președintele Klaus Iohannis a semnat decretul de demitere a Laurei Codruța Kövesi. Într-o declarație de presă la două ore după anunțul revocării, Laura Codruța Kövesi a atras atenția că „procedura de revocare (...) nu a întrunit condițiile prevăzute de lege”, afirmând, de asemenea, că „motivele invocate de ministrul Justiției sunt nereale și neîntemeiate”. La rândul lui, procurorul general Augustin Lazăr a declarat că „motivele revocării generează îngrijorare printre magistrații Ministerului Public”. Președintele ÎCCJ, Cristina Tarcea, declara și ea că decizia de revocare a fost „inadmisibil de mult politizată”. Potrivit unei opinii preliminare emise pe 13 iulie de Comisia de la Veneția, decizia CCR din 30 mai „conferă o putere crucială ministrului Justiției în revocarea procurorilor-șefi, lăsându-i președintelui doar un rol simbolic”. Comisia a făcut, de asemenea, trimitere la o decizie antinomică a CCR din 6 iulie 2005 prin care afirma că rolul președintelui în numirea procurorilor nu poate fi pur formal.

### Modificarea Codului de procedură penală
Pe 18 iunie 2018, plenul Camerei Deputaților a adoptat proiectul de modificare a Codului de procedură penală, cu 175 de voturi „pentru”, 78 de voturi „împotrivă” și o abținere. Opoziția a protestat în timpul votului, cerând în nenumărate rânduri retrimiterea la comisie, declarând abuzivă aprobarea legii, din moment ce comisia a dat raport în aceeași zi, în plen parlamentarii neprimind imprimat acest raport.
La Codul de procedură penală au fost adoptate aproape 330 de amendamente, toate în aceeași zi. Deși în actualul Cod, avocatul inculpatului putea participa la audieri pentru a-și înștiința mai departe clientul cu privire la parcursul actului de urmărire penală, potrivit noului text legislativ propus de PSD, în cameră cu victima sau cu martorul va fi prezent și suspectul sau inculpatul. În cazul în care martorii se simt amenințați, pot cere, potrivit legii, atât procurorului, cât și judecătorului, să li se acorde statutul de martor amenințat sau protejat, aducând însă probe și indicii temeinice pentru amenințare. O altă prevedere nouă care îngreunează faza de urmărire penală este cea potrivit căreia înregistrările dintr-un caz care conduc la descoperirea și altor infracțiuni nu mai pot fi folosite. La categoria măsurilor controversate a intrat și articolul 421 potrivit căruia instanța superioară nu mai putea dispune pedeapsă cu închisoare dacă în primă instanță inculpatul era achitat, decât dacă se aduc probe noi. În urma criticilor apărute în presă, PSD a modificat textul final adăugând că, la apel, pot fi „readministrate probe sau administrate probe noi”. Potrivit modificărilor, anchetele care nu stabilesc suspecții infracțiunilor în termen de un an vor fi închise. De asemenea, procesele penale judecate definitiv pot fi redeschise dacă sentința a fost semnată de un alt judecător decât cel care a dat decizia definitivă.
Pe 12 octombrie 2018, după două zile de dezbateri, Curtea Constituțională a respins, cu unanimitate de voturi, 64 din cele 96 de modificări contestate aduse Codului de procedură penală.

#### Reacții
| Imagine indisponibilă |  | Imagine indisponibilă |
| Protest împotriva Guvernului Dăncilă și modificărilor la Codul de procedură penală în Piața Victoriei, București, pe 24 iunie 2018. |  |                       |

La o zi de la adoptarea proiectului, Secțiile Unite ale Înaltei Curți de Casație și Justiție au sesizat Curtea Constituțională asupra aspectelor de neconstituționalitate cuprinse în proiectul de modificare. La rândul lor, PNL și USR au anunțat că vor contesta la CCR proiectul de lege privind modificarea Codului de procedură penală. În aceeași zi, Parchetul General și-a exprimat „îngrijorarea” în legătură cu modul în care au fost adoptate modificările la Codul penal și Codul de procedură penală, „fără a fi luate în considerare” observațiile și propunerile formulate de către CSM și asociațiile profesionale ale magistraților. În cadrul întâlnirii pe care Klaus Iohannis a avut-o pe 19 iunie cu ambasadorii statelor membre ale Uniunii Europene acreditați la București, aceștia și-au manifestat îngrijorarea cu privire la modificările Codului de procedură penală. În opinia acestora, în măsura în care aceste modificări vor intra în vigoare, cooperarea în domenii precum judiciar și polițienesc între România și celelalte state membre va fi afectată. Într-un interviu pentru portalul Emerging Europe, Laura Codruța Kövesi a subliniat că modificările adoptate de Parlament la Codul de procedură penală îngreunează nu doar anchetarea cazurilor de corupție, ci și a infracțiunilor de drept comun.
Pe 19 iunie, peste 5.000 de oameni au luat parte la un protest spontan în Cluj-Napoca împotriva modificărilor aduse la Codul de procedură penală. După miezul nopții, un grup de 20 de protestatari s-a instalat cu saci de dormit și corturi în Piața Victoriei din București. Aceștia au afișat pancarte cu mesaje precum „#ajunge” și „Drumul spre raiul infractorilor e pavat de ordonanțe de urgență”. Pe 20 iunie, în timpul unui discurs al premierului Viorica Dăncilă, un grup de tineri invitați de USR a format un lanț uman și a protestat pe holul din fața Camerei Deputaților împotriva guvernului condus de aceasta și împotriva PSD. Mulți reprezentanți ai opoziției au scandat alături de protestatari pe holuri. În urma acestui incident, Biroul Permanent al Camerei Deputaților a decis ca grupul USR să nu mai aibă voie să invite oameni în Parlament. Spre seară, zeci de mii de oameni au protestat în marile orașe ale țării: 10.000 în București, 5.000 în Cluj-Napoca, 4.500 în Sibiu, 3.000 în Timișoara, 1.000 în Iași, 1.000 în Brașov etc. În București, protestul a fost marcat de altercații între protestatari și jandarmi; opt persoane, printre care un jurnalist german, au fost ridicate cu dubele. Jurnalistul ridicat de jandarmi a declarat că forțele de ordine au creat „diversiune și haos” în mod organizat. De asemenea, mai mulți manifestanți i-au acuzat pe jandarmi de exces de zel, pentru faptul că ar fi folosit spray-uri lacrimogene în mijlocul protestatarilor. O femeie a ajuns la spital, acuzând că a fost stropită cu spray lacrimogen în ochi și în gură. La proteste au participat și intelectuali precum filosoful Mihai Șora, actrița Oana Pellea și scriitorii Mircea Cărtărescu și Ana Blandiana. Un nou protest, numit „Cod roșu de OUG”, a avut loc pe 24 iunie. În București, 20.000 de oameni au manifestat în fața Guvernului; alte zeci de mii au protestat în marile orașe: 7.000 în Sibiu, 5.000 în Cluj-Napoca, 5.000 în Timișoara, 2.000 în Iași, 1.500 în Brașov, sute în Craiova, Galați, Oradea și Târgu Mureș. La Oradea și la Cluj-Napoca mai mulți protestatari și-au instalat corturile în stradă, intenționând să protesteze zi și noapte.

### Codul penal din 4 iulie 2018
Pe 4 iulie 2018, plenul Camerei Deputaților a adoptat, cu 167 de voturi „pentru”, 97 „împotrivă” și 19 abțineri, o serie de modificări controversate la Codul penal. Printre cele mai importante modificări sunt cele prin care se dezincriminează total neglijența în serviciu și parțial abuzul în serviciu. De asemenea, au fost redefinite o serie de concepte precum „grup infracțional organizat”, „favorizarea infractorului” și „trafic de influență”. Pentru o serie de infracțiuni, printre care delapidare și abuz în serviciu, achitarea prejudiciului atrage înjumătățirea pedepselor. În forma adoptată de Camera Deputaților sunt reduse pedeapsa pentru concursul de infracțiuni și termenele de prescripție. Parlamentul a redus toate termenele prevăzute pentru acordarea eliberării condiționate. Două noi infracțiuni introduse în Codul penal încurajează presiunile asupra magistraților. Acestea prevăd pedepse cu închisoarea pentru prezentarea unei persoane suspectate sau acuzate ca și cum ar fi condamnată, respectiv pentru „încălcarea dreptului la un proces echitabil, la judecarea cauzei de un judecător imparțial și independent prin orice intervenție care afectează procesul de repartizare aleatorie a dosarelor”.
Intervievați de jurnaliști de la Digi 24, unii parlamentari PSD nu au știut să enumere modificările aduse Codului penal, în timp ce alții au admis că au votat cum le-a cerut partidul.

#### Reacții
Opoziția a acuzat că textul a fost scris pentru a-l salva de probleme penale pe Liviu Dragnea, condamnat în prima instanță la trei ani și jumătate de închisoare, cu executare. Președintele Klaus Iohannis a anunțat că va contesta la Curtea Constituțională modificările votate la Codul penal, pe care le-a descris „revoltătoare”. „Ceea ce se întâmplă în aceste zile se numește dictatura majorității și este profund dăunătoare democrației”, a declarat Iohannis într-o conferință susținută la Palatul Cotroceni. La rândul lor, PNL, USR și PMP au sesizat CCR cu privire la modificările făcute la Codul penal, spunând că au fost atacate peste 30 de articole modificate. Parchetul General a identificat 21 de articole care ar fi neconstituționale, considerând totodată că modificările aduse articolului privind abuzul în serviciu încalcă Convenția Națiunilor Unite.
Christian Wigand, purtătorul de cuvânt al Comisiei Europene, a transmis că CE „urmărește atent și cu tot mai mare îngrijorare schimbările din România”. Wigand a avertizat că „nu vom ezita să luăm măsuri, dacă sunt necesare”.
Spre seară, mai multe proteste au avut loc în marile orașe ale țării. În București, peste 3.000 de oameni au protestat în Piața Victoriei. Protestul a fost marcat de incidente violente. Unii manifestanți au încercat, în repetate rânduri, să spargă barierele din fața Guvernului și au aruncat cu sticle de plastic spre forțele de ordine. La un moment dat, jandarmii au folosit gaze lacrimogene pentru a liniști mulțimea. Patru persoane au fost reținute, iar doi jandarmi au fost răniți și transportați la spital. La Brașov, peste 200 de persoane au traversat fără oprire mai multe treceri de pietoni în semn de protest față de modificările Codului penal, blocând traficul. Astfel de acțiuni de nesupunere civică au avut loc înainte și în zilele următoare în București, Cluj-Napoca, Timișoara și Sibiu.

### August 2018
Pe 10 august, 100.000 de oameni au protestat în Piața Victoriei din București. Aceștia au cerut demisia Guvernului Dăncilă, nemulțumiți de modul de guvernare al social-democraților și de deciziile luate de aceștia privind legile justiției și Codurile penale, de demiterea procurorului-șef al Direcției Naționale Anticorupție, Laura Codruța Kövesi, de gafele premierului Viorica Dăncilă și de faptul că liderul PSD Liviu Dragnea se află la conducerea Camerei Deputaților în pofida faptului că a fost condamnat la închisoare. La mitingul diasporei, așa cum a fost numit în presă, au participat români din țară și din alte țări ale lumii. Președintele PSD, Liviu Dragnea, a afirmat că mitingul este unul politic, în contextul în care reprezentanții principalelor partide de opoziție și-au anunțat prezența la protest. Membrii partidelor aflate la guvernare au avut o atitudine ostilă față de protestatari.
Mitingul a fost marcat de violențe între protestatari și forțele de ordine. Protestul a degenerat după ce printre protestatarii pașnici s-au infiltrat „grupuri violente și galerii ale unor echipe de fotbal”, forțele de ordine intervenind pentru a dispersa mulțimea cu ajutorul unor grenade cu gaz lacrimogen (de tip CS și OC) și al unui tun cu apă. 452 de persoane, printre care copii și jandarmi, au avut nevoie de îngrijiri medicale; dintre acestea 70 au fost spitalizate. În noaptea protestului, mai multe televiziuni au difuzat informația că s-a solicitat prin apel la 112 intervenția jandarmilor la Muzeul Antipa, din cauza unor presupuși protestatari care ar fi vandalizat proprietatea Muzeului. În realitate, potrivit reprezentanților Muzeului, în timpul protestului a fost avariat gardul de sârmă al instituției. Vandalizarea de la Muzeul Antipa a fost una dintre justificările intervenției cu tunul de apă în manifestanți.
Intervenția în forță a fost aprobată printr-un ordin dat de prefectul Capitalei, Speranța Cliseru, la ora 23:11, potrivit purtătorului de cuvânt al Jandarmeriei Române. Informația a fost contrazisă de purtătorul de cuvânt al Parchetului General, Alexandru Ionescu, potrivit căruia ordinul de intervenție împotriva protestatarilor a fost întocmit de „comandantul acțiunii” la ora 20 și a fost aprobat de prefectul Bucureștiului prin contrasemnare. Procurorii militari din cadrul PÎCCJ au spus că ordinul de intervenție nu a fost legal, precizând că cel care a coordonat intervenția a intervenit pentru falsificarea orei la care s-a semnat actul. Într-un comunicat de presă emis pe 21 septembrie 2018, aceștia au arătat:
„Aparența de legalitate creată a permis forțelor de ordine din cadrul Jandarmeriei Române să folosească mijloacele din dotare pentru evacuarea protestatarilor aflați în Piața Victoriei, cu consecința exercitării unor acte de violență nejustificate de situația operativă și de nevoile reale de imobilizare a persoanelor turbulente, folosirea forței nefiind una graduală, uzând de mijloacele din dotare inclusiv împotriva copiilor, producându-se vătămarea unui număr mare de participanți la protest.”
În timpul zilei, site-ul Primăriei București a fost atacat de hackeri care au postat mesaje anti-PSD la rubrica „Comunicate de presă”.
Proteste au avut loc și în marile orașe ale țării: 15.000 în Cluj-Napoca, 10.000 în Iași, 10.000 în Sibiu, 6.000 în Timișoara, 5.000 în Brașov, 3.500 în Baia Mare, 1.500 în Constanța, 1.500 în Galați, 1.000 în Bistrița, 1.000 în Craiova etc.
Un nou protest intitulat „Nu plecăm până nu plecați” a avut loc pe 11 august. Între 50.000 și 100.000 de oameni au protestat în Piața Victoriei din București, fără incidente majore ca cele din ziua precedentă. Pe clădirea Guvernului au fost proiectate cu laserul mesaje prin care se cerea demisia Cabinetului Dăncilă. Unii dintre manifestanți au oferit trandafiri albi jandarmilor. Alți 20.000 de oameni au protestat în orașe precum Sibiu, Cluj-Napoca, Brașov, Iași, Constanța, Timișoara, Baia Mare, Piatra Neamț și Bistrița.
Pe 20 august, polițiștii din Alexandria au deschis un dosar penal după ce un bărbat de 68 de ani a murit la spitalul din oraș. Acesta a participat la mitingul din 10 august, unde a avut nevoie de îngrijiri medicale din cauza gazelor lacrimogene. Protestatarul a fost internat cu hemoragie digestivă superioară și sindrom anemic sever. Șeful Departamentului pentru Situații de Urgență, Raed Arafat, a declarat ca nu există date care să facă legătura între expunerea la gazele lacrimogene și decesul protestatarului.

#### Reacții

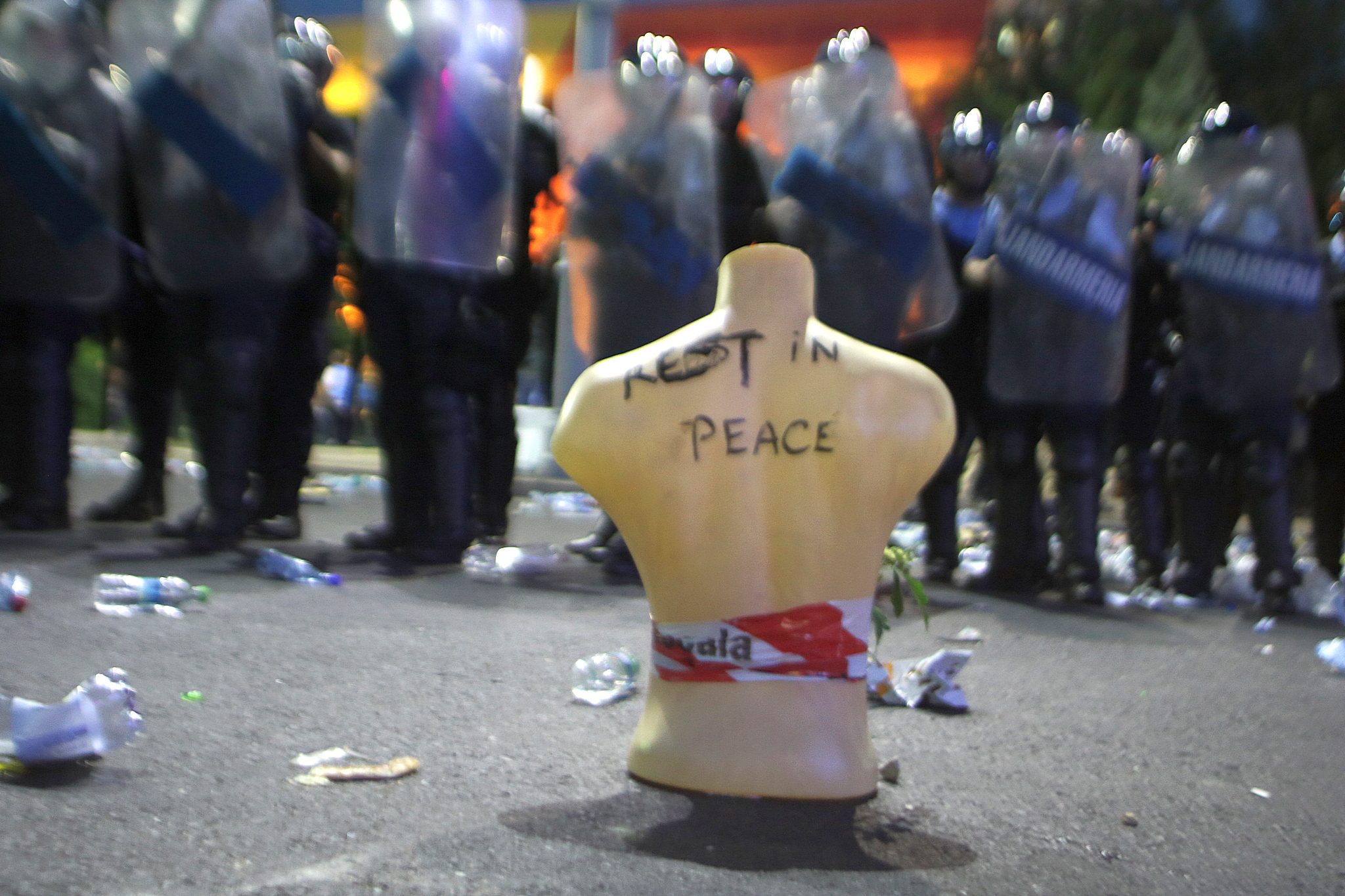
Sticle de plastic și un manechin aruncate de protestatari în direcția jandarmilor

USR a cerut demisia ministrului de Interne, Carmen Dan, și a șefului Jandarmeriei Române, Sebastian Cucoș, „pentru spectacolul de brutalitate de la mitingul diasporei din Piața Victoriei”. Uniunea a condamnat faptul că, în timpul manifestației, oameni nevinovați au fost prinși în conflictul dintre jandarmi și galeriile de fotbal. Președintele Klaus Iohannis a condamnat, de asemenea, „intervenția brutală a Jandarmeriei, puternic disproporționată în raport cu manifestările majorității oamenilor din Piața Victoriei”. Liviu Dragnea a opinat că „declarația președintelui Iohannis este practic un act de subminare a autorității statului” și că, „prin această atitudine, președintele Iohannis dovedește încă o dată că este sponsorul politic al violenței și al manifestărilor extremiste”. Ulterior, într-o apariție televizată, Dragnea a declarat că protestatarii au avut o „organizare paramilitară”, catalogând mitingul drept „o tentativă de lovitură de stat pentru a da jos Guvernul pentru a-l aduce la putere pe Iohannis”.
Ministrul de Interne, Carmen Dan, și purtătorul de cuvânt al Jandarmeriei Române, Marius Militaru, au calificat acțiunile jandarmilor ca „justificate”, în timp ce PSD a transmis printr-un comunicat de presă că președintele Klaus Iohannis a incitat la „anarhie socială” și la „timorarea autorității publice”. Poziția a fost reiterată și de Paul Stănescu, cel care a îndeplinit interimar atribuțiile prim-ministrului până pe 13 august, întrucât Viorica Dăncilă se afla în concediu inclusiv în ziua mitingului: „Președintele Iohannis incită la ură, nu la echilibru și calm, pentru că vrea al doilea mandat”. Ulterior, Carmen Dan a oferit scuze și a spus că a identificat cinci posibile situații în care protestatarii pașnici ar fi fost agresați pe 10 august. Parchetul de pe lângă Înalta Curte de Casație și Justiție a anunțat că procurorii militari s-au sesizat din oficiu și au deschis dosar penal cu privire la intervenția în forță a jandarmilor. Până pe 30 august, s-au înregistrat 763 de plângeri penale. În dosar, Laurențiu Cazan, coordonatorul jandarmilor la protestul din 10 august, secretarul de stat Mihai Chirică, prim adjunctul Jandarmeriei Române, Sebastian Cucoș și inspectorul general al Jandarmeriei Române, Cătălin Sindile, au fost puși sub acuzare pentru complicitate la abuz în serviciu, participație improprie la purtare abuzivă în formă continuată și participație improprie la fals intelectual. La rândul ei, Jandarmeria a sesizat DIICOT, acuzând o tentativă de răsturnare a ordinii constituționale prin fapte de violență. De asemenea, procurorii Parchetului de pe lângă Judecătoria Sectorului 1 au deschis dosar penal, după ce 169 de jandarmi din cei care au participat la protestul din 10 august au reclamat că au fost agresați fizic și moral.
Prefectul Capitalei, Speranța Cliseru, a refuzat să ofere un punct de vedere cu privire la intervenția în forță a jandarmilor din 10 august, invocând că pe rol a fost deschis un dosar penal. Gabriela Firea, primar general al Bucureștiului și vicepreședinte PSD, a cerut, la Comitetul Executiv Național al PSD din 1 septembrie 2018, demisia ministrului de Interne Carmen Dan, acuzând-o de premeditarea violențelor.
Într-o altă intervenție, președintele Klaus Iohannis a acuzat PSD că abuzează de victoria la alegerile parlamentare din 2016 „pentru a ataca populația, pentru a ataca Justiția, pentru a scoate România de pe drumul său european și euroatlantic”. Totodată, acesta a lansat ipoteza că la protestul cu violențe din 10 august cei care doresc „să îngenuncheze Justiția și lupta anticorupție și-au dorit o diversiune pentru a construi o tensiune nejustificată și falsă în societate”. Pe 17 august, premierul Viorica Dăncilă a transmis o scrisoare președintelui Comisiei Europene, Jean-Claude Juncker, și prim-vicepreședintelui Frans Timmermans, în care a susținut că protestul din 10 august a fost o încercare de înlăturare a guvernului, că forțele de ordine au acționat legal și că președintele Klaus Iohannis a făcut apel la continuarea protestelor.
Amnesty International și-a exprimat îngrijorarea profundă în legătură cu „acuzațiile privind utilizarea nediscriminatorie a substanțelor chimice iritante pentru dispersarea demonstrației” și a îndemnat autoritățile române să demareze investigații „prompte, amănunțite, independente și imparțiale”. Christian Spahr, purtătorul de cuvânt al Comisiei Europene, a comentat, de asemenea, protestele din 10 august:
„Comisia Europeană urmărește îndeaproape evenimentele din România. Protestatarii au criticat declinul progresului în domeniile reformelor judiciare și a luptei contra corupției. În contextul procesului MCV, Comisia Europeană urmărește evenimentele cu îngrijorare și acordă o importanță sporită independenței sistemului judiciar și a luptei anticorupție. Proteste pașnice s-au încheiat în violență. Violența nu poate fi niciodată o soluție în politică.”
Parlamentari din Partidul Social Democrat din Elveția au criticat „violența total disproporționată și motivată politic” a Jandarmeriei, în timp ce Orla Hav, unul dintre liderii social-democraților din Danemarca, a anunțat că va cere excluderea PSD din Partidul Socialiștilor Europeni, motivând că „partidul încearcă să eludeze judecățile și ignoră principiile de bază socialiste prin folosirea majorității sale în parlament pentru a legaliza ilegalitatea”.
Pe 25 august, aproximativ 100 de persoane au participat la un miting de susținere a Jandarmeriei în București. Pe parcurs, manifestația s-a transformat într-un protest împotriva președintelui Klaus Iohannis și a procurorului general, Augustin Lazăr.
Pe 13 noiembrie 2018, Parlamentul European a adoptat, cu 473 de voturi „pentru”, 151 de voturi „împotrivă” și 40 de abțineri, rezoluția nelegislativă privind statul de drept în România, în care este condamnată intervenția „violentă și disproporționată a poliției în timpul protestelor de la București din august 2018” și se recomandă autorităților „să se opună măsurilor care ar duce la dezincriminarea corupției în rândul funcționarilor de stat și să aplice strategia națională anticorupție”.

### 2019

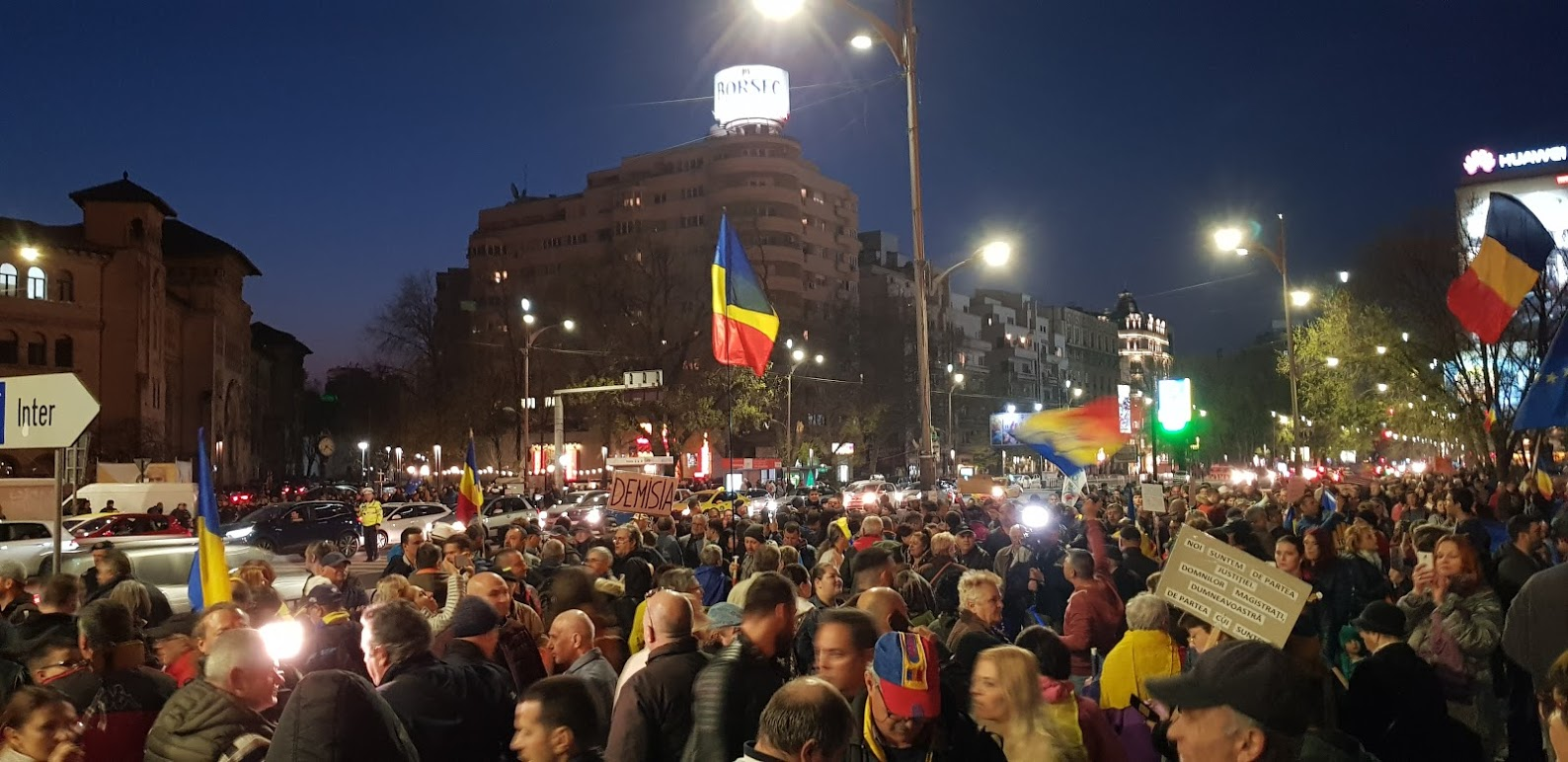
Protest pe 30 martie 2019 în Piața Universității din București

În februarie 2019, peste 80 de instanțe și parchete din 23 de județe și București și-au suspendat activitatea în semn de protest față de OUG 7. În această perioadă au avut loc manifestații de solidaritate cu protestele magistraților în București și alte orașe din țară, cea mai amplă dintre ele pe 24 februarie.

## Controverse

### Presupusa implicare a lui George Soros și a multinaționalelor
În cadrul unei dezbateri care a avut loc la postul de televiziune prietenos PSD, România TV, pe 22 ianuarie 2017, moderatoarea Denisa Pascu a susținut că sursele sale (fără a furniza însă detalii pentru a le conferi credibilitate) au declarat că protestatarii sunt plătiți de ONG-uri stabilite în România de către miliardarul american George Soros. Pentru a justifica și a oferi o acuratețe aparentă a informațiilor, moderatoarea emisiunii a transmis sumele care ar fi fost plătite protestatarilor: „s-ar fi plătit 100 de lei de participant, copiii, tinerii, ceva mai puțin, 50 de lei și pentru câini, 30 de lei”.
Informația a fost imediat preluată de toate mijloacele de informare prietenoase social-democraților, inclusiv mass-media cu un grad înalt de apreciere (postul TV Antena 3 și site-ul de știri DC News). În același timp, membrii PSD, inclusiv președintele formațiunii, Liviu Dragnea, au abordat acest subiect în discursul lor politic, readucând o temă din campania electorală anterioară legată de interferența străină în politica internă a României și interesele ostile ale lui George Soros. De cealaltă parte, Antena 3 a promovat ideea unei „lovituri de stat în desfășurare”. În cadrul emisiunii Sinteza Zilei de la Antena 3, Mircea Badea a declarat că „se încearcă prăbușirea unui Guvern cu manifestații de stradă”.
Ulterior, Consiliul Național al Audiovizualului a sancționat posturile de televiziune Antena 3 și România TV cu amenzi de câte 50.000 de lei și televiziunile Realitatea TV și B1 TV cu somații publice, pentru nereguli în emisiuni care au reflectat protestele din 22 ianuarie. În perioada următoare, o serie de scrisori deschise și petiții au apărut în mediul online, prin care clienții și agențiile de publicitate sunt îndemnați să nu mai dea reclamă pe posturile România TV și Antena 3.
Pe 3 februarie 2017, ziarul online PH-online.ro a prezentat o știre cu titlul „Revoltă la Yazaki! Angajații, obligați să iasă în stradă să protesteze împotriva Guvernului”. Ulterior, Yazaki, un producător de componente auto din Ploiești, a negat informația pe contul său oficial de Facebook. Știrea falsă originală din ziarul online a fost preluată în discursul public de președintele PSD. El a susținut inițial necesitatea investigării de către Serviciul Român de Informații a multinaționalelor pe care le-a acuzat de finanțarea manifestațiilor. Șeful comisiei parlamentare de control al SRI, senatorul PSD Adrian Țuțuianu, a declarat la rândul său că va cere Serviciului Român de Informații răspunsuri cu privire la suspiciunile sale că multinaționalele ar fi sprijinit protestele antiguvernamentale. Țuțuianu și-a bazat acuzațiile pe un articol publicat de site-ul Capital, care s-a dovedit un fals. Capital a și șters articolul și a revenit cu precizări. Institutul pentru Politici Publice a cerut demisia lui Țuțuianu pe fondul acestor declarații. De asemenea, Camera de Comerț Româno-Americană a calificat acuzele aduse multinaționalelor drept „insinuări lipsite de fundament”. Țuțuianu a mai făcut o comparație între protestele din România și Maidanul din Kiev din 2014 și pierderea Crimeei și a vorbit despre un război hibrid al Rusiei în România, sugerând că protestele ar avea Rusia în spate. Călin Popescu-Tăriceanu, președinte al Senatului și partener de coaliție cu PSD, a declarat la rândul lui că ar exista „suficiente probe” care arată că protestele masive din România „nu sunt autonome”, sugerând astfel că sunt susținute de „instituții de tip special, atât parchete, cât și servicii”.
După violențele din 10 august 2018, PSD a cerut instituțiilor statului să investigheze de urgență informații apărute în spațiul public, conform cărora protestele de stradă au beneficiat de finanțare externă. Președintele Klaus Iohannis și secretarul de stat în MAI, Nucu Marin au negat existența unor date care să confirme finanțarea externă a protestelor.
Totodată, protestele sunt considerate a fi comuniste și de poziție extremă-stânga. Printre cei ce au susținut acestă teorie s-au numărat susținătorii PSD, susținători a doctrinei comuniste ceaușiste, oameni care au avut legături cu fosta nomenclatură, dar și rusofili, extremiști de dreapta și ultranaționaliști